# Klasa okręgowa (2021/2022)/Województwa łódzkie, małopolskie, mazowieckie i opolskie

## Województwo łódzkie

### Grupa Łódź

#### Drużyny
| Uczestnicy poprzedniej edycji                                                                                 | Uczestnicy poprzedniej edycji | Uczestnicy poprzedniej edycji | Uczestnicy poprzedniej edycji |
| --- | ----------------------------- | ----------------------------- | ----------------------------- |
| LRÓ | LKS Różyca                    | 2                             |                               |
| KSA | GKS Ksawerów                  | 3                             |                               |
| PAB | Włókniarz Pabianice           | 4                             |                               |
| USŁ | UKS SMS Łódź                  | 5                             |                               |
| AKS | AKS SMS Łódź                  | 7                             |                               |
| KAS | KAS Konstantynów Łódzki       | 8                             |                               |
| TER | Termy Uniejów                 | 9                             |                               |
| VRĄ | Victoria Rąbień               | 10                            |                               |
| RZG | Zawisza Rzgów                 | 11                            |                               |
| SO2 | Sokół II Aleksandrów Łódzki   | 12                            |                               |
| GSD | GLKS Sarnów/Dalików           | 13                            |                               |
| Spadek z IV ligi 2020/2021                                                                                    |                               |                               |                               |
| grupa łódzka                                                                                                  |                               |                               |                               |
| POD | Ner Poddębice                 | 17                            |                               |
| Awans z klasy A 2020/2021                                                                                     |                               |                               |                               |
| grupa Łódź I                                                                                                  |                               |                               |                               |
| ŁK3 | ŁKS III Łódź                  | 1                             |                               |
| grupa Łódź II                                                                                                 |                               |                               |                               |
| ZGI | Włókniarz Zgierz              | 1                             |                               |
| grupa Łódź III                                                                                                |                               |                               |                               |
| IDO | Iskra Dobroń                  | 1                             |                               |
| grupa Łódź IV                                                                                                 |                               |                               |                               |
| GŁĘ | Górnik Łęczyca                | 1                             |                               |
| Oznaczenia: - kolumna pierwsza – skróty nazw drużyn, - kolumna trzecia – miejsce zajęte w poprzednim sezonie. |                               |                               |                               |

Objaśnienia:
1. Górnik Łęczyca wycofał się po rundzie jesiennej.

#### Tabela
| Lp. | Drużyna                     | M  | Z  | R | P  | Bramki | Bramki | Różn. | Pkt | Uwagi                                | Bezpośrednio |
| --- | --------------------------- | -- | -- | - | -- | ------ | ------ | ----- | --- | ------------------------------------ | ------------ |
| 1   | AKS SMS Łódź (M) (A)        | 28 | 22 | 1 | 5  | 135    | 34     | +101  | 67  | Awans do IV ligi                     |              |
| 2   | GKS Ksawerów2               | 28 | 19 | 4 | 5  | 79     | 45     | +34   | 61  |                                      |              |
| 3   | ŁKS III Łódź                | 28 | 17 | 4 | 7  | 99     | 43     | +56   | 55  |                                      |              |
| 4   | Ner Poddębice               | 28 | 15 | 6 | 7  | 81     | 50     | +31   | 51  |                                      |              |
| 5   | Włókniarz Pabianice         | 28 | 14 | 6 | 8  | 68     | 44     | +24   | 48  |                                      |              |
| 6   | LKS Różyca                  | 28 | 14 | 4 | 10 | 79     | 64     | +15   | 46  | Przeniesienie do grupy piotrkowskiej |              |
| 7   | Zawisza Rzgów               | 28 | 13 | 4 | 11 | 47     | 56     | −9    | 43  |                                      |              |
| 8   | Iskra Dobroń                | 28 | 12 | 6 | 10 | 88     | 79     | +9    | 42  |                                      |              |
| 9   | UKS SMS Łódź                | 28 | 11 | 6 | 11 | 57     | 55     | +2    | 39  |                                      |              |
| 10  | Victoria Rąbień             | 28 | 11 | 3 | 14 | 68     | 78     | −10   | 36  |                                      |              |
| 11  | Termy Uniejów               | 28 | 7  | 8 | 13 | 61     | 74     | −13   | 29  | TER – KAS 3:1 KAS – TER 1:0          |              |
| 12  | KAS Konstantynów Łódzki     | 28 | 9  | 2 | 17 | 38     | 60     | −22   | 29  | TER – KAS 3:1 KAS – TER 1:0          |              |
| 13  | Włókniarz Zgierz            | 28 | 8  | 4 | 16 | 50     | 68     | −18   | 28  |                                      |              |
| 14  | Sokół II Aleksandrów Łódzki | 28 | 7  | 2 | 19 | 43     | 71     | −28   | 23  |                                      |              |
| 15  | GLKS Sarnów/Dalików (S)     | 28 | 1  | 0 | 27 | 20     | 192    | −172  | 3   | Spadek do klasy A                    |              |
| -   | Górnik Łęczyca1             | 0  | 0  | 0 | 0  | 0      | 0      | 0     | 0   | Drużyna wycofana                     |              |

### Grupa Piotrków Trybunalski

#### Drużyny
| Uczestnicy poprzedniej edycji                                                                                 | Uczestnicy poprzedniej edycji  | Uczestnicy poprzedniej edycji | Uczestnicy poprzedniej edycji |
| --- | ------------------------------ | ----------------------------- | ----------------------------- |
| grupa Piotrków Trybunalski                                                                                    |                                |                               |                               |
| BE2 | GKS II Bełchatów               | 2                             |                               |
| GER | Gerlach Drzewica               | 3                             |                               |
| STN | Stal Niewiadów                 | 4                             |                               |
| SZW | Szczerbiec Wolbórz             | 5                             |                               |
| MOS | Włókniarz Moszczenica          | 6                             |                               |
| PIL | Pilica Przedbórz               | 8                             |                               |
| LLU | LKS Lubochnia                  | 9                             |                               |
| SLW | Start Lgota Wielka             | 10                            |                               |
| ASZ | Astoria Szczerców              | 11                            |                               |
| OM2 | Omega II Kleszczów             | 12                            |                               |
| POG | Polonia Gorzędów               | 13                            |                               |
| ŚKA | Świt Kamieńsk                  | 14                            |                               |
| grupa Łódź |                                |                               |                               |
| OPA | Orzeł Parzęczew                | 141                           |                               |
| Spadek z IV ligi 2020/2021                                                                                    |                                |                               |                               |
| grupa łódzka                                                                                                  |                                |                               |                               |
| CER | Ceramika Opoczno               | 20                            |                               |
| Awans z klasy A 2020/2021                                                                                     |                                |                               |                               |
| grupa Piotrków Trybunalski I                                                                                  |                                |                               |                               |
| IKS | IKS Inowłódz                   | 1                             |                               |
| grupa Piotrków Trybunalski II                                                                                 |                                |                               |                               |
| CON | Concordia Piotrków Trybunalski | 1                             |                               |
| Oznaczenia: - kolumna pierwsza – skróty nazw drużyn, - kolumna trzecia – miejsce zajęte w poprzednim sezonie. |                                |                               |                               |

Objaśnienia:
1. W związku z wycofaniem się KS-u Niedośpielin pierwotnie planowano zorganizowanie baraży o utrzymanie w klasie okręgowej pomiędzy 4 najwyżej sklasyfikowanymi spadkowiczami ze wszystkich grup klasy okręgowej na terenie województwa łódzkiego, jednak ostatecznie pozostałe drużyny zrezygnowały z udziału w barażach, w związku z czym utrzymanie uzyskał automatycznie Orzeł Parzęczew[2].

#### Tabela
| Lp. | Drużyna                         | M  | Z  | R | P  | Bramki | Bramki | Różn. | Pkt | Uwagi                           | Bezpośrednio                |
| --- | ------------------------------- | -- | -- | - | -- | ------ | ------ | ----- | --- | ------------------------------- | --------------------------- |
| 1   | Stal Niewiadów (M) (A)          | 30 | 25 | 2 | 3  | 92     | 27     | +65   | 77  | Awans do IV ligi                |                             |
| 2   | Ceramika Opoczno (B)            | 30 | 23 | 4 | 3  | 93     | 31     | +62   | 73  | Baraże o awans do IV ligi       |                             |
| 3   | GKS II Bełchatów1               | 30 | 19 | 5 | 6  | 104    | 31     | +73   | 62  | Drużyna wycofana                |                             |
| 4   | Pilica Przedbórz                | 30 | 17 | 4 | 9  | 63     | 50     | +13   | 55  |                                 | PIL – SZW 4:2 SZW – PIL 1:2 |
| 5   | Szczerbiec Wolbórz              | 30 | 17 | 4 | 9  | 60     | 31     | +29   | 55  |                                 | PIL – SZW 4:2 SZW – PIL 1:2 |
| 6   | Włókniarz Moszczenica           | 30 | 16 | 3 | 11 | 92     | 62     | +30   | 51  |                                 |                             |
| 7   | Gerlach Drzewica                | 30 | 13 | 9 | 8  | 76     | 46     | +30   | 48  |                                 |                             |
| 8   | Start Lgota Wielka              | 30 | 14 | 0 | 16 | 55     | 57     | −2    | 42  |                                 |                             |
| 9   | Orzeł Parzęczew                 | 30 | 10 | 6 | 14 | 47     | 46     | +1    | 36  | Przeniesienie do grupy łódzkiej |                             |
| 10  | Omega II Kleszczów              | 30 | 11 | 2 | 17 | 38     | 70     | −32   | 35  |                                 |                             |
| 11  | Polonia Gorzędów                | 30 | 8  | 6 | 16 | 35     | 80     | −45   | 30  | POG – ASZ 3:2 ASZ – POG 0:0     |                             |
| 12  | Astoria Szczerców               | 30 | 7  | 9 | 14 | 48     | 68     | −20   | 30  | POG – ASZ 3:2 ASZ – POG 0:0     |                             |
| 13  | IKS Inowłódz                    | 30 | 8  | 5 | 17 | 34     | 74     | −40   | 29  |                                 |                             |
| 14  | Concordia Piotrków Trybunalski1 | 30 | 6  | 6 | 18 | 34     | 77     | −43   | 24  |                                 |                             |
| 15  | Świt Kamieńsk (S)               | 30 | 4  | 7 | 19 | 45     | 87     | −42   | 19  | Spadek do klasy A               |                             |
| 16  | LKS Lubochnia (S)               | 30 | 4  | 4 | 22 | 39     | 118    | −79   | 16  | Spadek do klasy A               |                             |

### Grupa Sieradz

#### Drużyny
| Uczestnicy poprzedniej edycji                                                                                 | Uczestnicy poprzedniej edycji | Uczestnicy poprzedniej edycji | Uczestnicy poprzedniej edycji |
| --- | ----------------------------- | ----------------------------- | ----------------------------- |
| WLŃ | WKS Wieluń                    | 2                             |                               |
| TĘB | Tęcza Brodnia                 | 3                             |                               |
| BŁA | Piast Błaszki                 | 4                             |                               |
| SŁO | Słowian Dworszowice           | 5                             |                               |
| MLKS | MLKS Konopnica                | 6                             |                               |
| LZS | LZS Brąszewice                | 7                             |                               |
| TSJ | TS Janiszewice                | 8                             |                               |
| KKA | KS Karsznice                  | 9                             |                               |
| SD2 | Warta II Sieradz              | 10                            |                               |
| HER | Hetman Rusiec                 | 11                            |                               |
| LKC | LKS Chojne                    | 12                            |                               |
| Spadek z IV ligi 2020/2021                                                                                    |                               |                               |                               |
| grupa łódzka                                                                                                  |                               |                               |                               |
| WDZ | Warta Działoszyn              | 15                            |                               |
| RZĄ | Czarni Rząśnia                | 18                            |                               |
| WAR | Jutrzenka Warta               | 19                            |                               |
| Awans z klasy A 2020/2021                                                                                     |                               |                               |                               |
| grupa Sieradz I                                                                                               |                               |                               |                               |
| ZŁO | Złoczevia Złoczew             | 1                             |                               |
| grupa Sieradz II                                                                                              |                               |                               |                               |
| PAJ | Zawisza Pajęczno              | 21                            |                               |
| Oznaczenia: - kolumna pierwsza – skróty nazw drużyn, - kolumna trzecia – miejsce zajęte w poprzednim sezonie. |                               |                               |                               |

Objaśnienia:
1. LZS Krzyworzeka (mistrz II grupy sieradzkiej klasy A) zrezygnował z awansu do klasy okręgowej, w związku z czym prawo do gry w klasie okręgowej uzyskała Zawisza Pajęczno.

#### Tabela
| Lp. | Drużyna              | M  | Z  | R | P  | Bramki | Bramki | Różn. | Pkt | Uwagi                       | Bezpośrednio                |
| --- | -------------------- | -- | -- | - | -- | ------ | ------ | ----- | --- | --------------------------- | --------------------------- |
| 1   | WKS Wieluń (M) (A)   | 30 | 25 | 2 | 3  | 111    | 21     | +90   | 77  | Awans do IV ligi            |                             |
| 2   | Warta II Sieradz1    | 30 | 20 | 4 | 6  | 100    | 47     | +53   | 64  |                             |                             |
| 3   | Warta Działoszyn     | 30 | 19 | 4 | 7  | 83     | 45     | +38   | 61  |                             |                             |
| 4   | Piast Błaszki        | 30 | 17 | 6 | 7  | 100    | 53     | +47   | 57  |                             |                             |
| 5   | Złoczevia Złoczew    | 30 | 17 | 5 | 8  | 89     | 44     | +45   | 56  |                             |                             |
| 6   | MLKS Konopnica       | 30 | 17 | 4 | 9  | 66     | 48     | +18   | 55  |                             |                             |
| 7   | Czarni Rząśnia       | 30 | 15 | 5 | 10 | 69     | 57     | +12   | 50  |                             |                             |
| 8   | Słowian Dworszowice  | 30 | 14 | 6 | 10 | 71     | 70     | +1    | 48  | SŁO – TSJ 3:0 TSJ – SŁO 4:2 |                             |
| 9   | TS Janiszewice       | 30 | 15 | 3 | 12 | 73     | 73     | 0     | 48  | SŁO – TSJ 3:0 TSJ – SŁO 4:2 |                             |
| 10  | Jutrzenka Warta      | 30 | 13 | 6 | 11 | 67     | 61     | +6    | 45  |                             |                             |
| 11  | Tęcza Brodnia        | 30 | 12 | 2 | 16 | 50     | 67     | −17   | 38  |                             |                             |
| 12  | KS Karsznice         | 30 | 10 | 5 | 15 | 51     | 58     | −7    | 35  |                             |                             |
| 13  | Hetman Rusiec        | 30 | 7  | 1 | 22 | 54     | 99     | −45   | 22  |                             |                             |
| 14  | LZS Brąszewice       | 30 | 4  | 1 | 25 | 41     | 115    | −74   | 13  |                             |                             |
| 15  | Zawisza Pajęczno (S) | 30 | 3  | 2 | 25 | 21     | 96     | −75   | 11  | Spadek do klasy A           | PAJ – LKC 2:0 LKC – PAJ 3:1 |
| 16  | LKS Chojne (S)       | 30 | 3  | 2 | 25 | 26     | 118    | −92   | 11  | Spadek do klasy A           | PAJ – LKC 2:0 LKC – PAJ 3:1 |

### Grupa Skierniewice

#### Drużyny
| Uczestnicy poprzedniej edycji                                                                                 | Uczestnicy poprzedniej edycji | Uczestnicy poprzedniej edycji | Uczestnicy poprzedniej edycji |
| --- | ----------------------------- | ----------------------------- | ----------------------------- |
| grupa Skierniewice                                                                                            |                               |                               |                               |
| OCH | Olimpia Chąśno                | 2                             |                               |
| PE2 | Pelikan II Łowicz             | 3                             |                               |
| BED | GKS Bedlno                    | 4                             |                               |
| MRM | Mazovia Rawa Mazowiecka       | 5                             |                               |
| WSK | Widok Skierniewice            | 6                             |                               |
| OCI | Orlęta Cielądz                | 7                             |                               |
| KWE | Korona Wejsce                 | 8                             |                               |
| GLKS | GLKS Wołucza                  | 9                             |                               |
| OJE | Olimpia Jeżów                 | 10                            |                               |
| MNK | Manchatan Nowy Kawęczyn       | 11                            |                               |
| ST2 | Unia II Skierniewice          | 12                            |                               |
| PBE | Pogoń Bełchów                 | 13                            |                               |
| JVE | Juvenia Wysokienice           | 14                            |                               |
| grupa Łódź |                               |                               |                               |
| BRZ | Start Brzeziny                | 6                             |                               |
| Spadek z IV ligi 2020/2021                                                                                    |                               |                               |                               |
| grupa łódzka                                                                                                  |                               |                               |                               |
| DRZ | Jutrzenka Drzewce             | 16                            |                               |
| Awans z klasy A 2020/2021                                                                                     |                               |                               |                               |
| grupa Skierniewice                                                                                            |                               |                               |                               |
| NDŹ | Olimpia Niedźwiada            | 1                             |                               |
| Oznaczenia: - kolumna pierwsza – skróty nazw drużyn, - kolumna trzecia – miejsce zajęte w poprzednim sezonie. |                               |                               |                               |

#### Tabela
| Lp. | Drużyna                   | M  | Z  | R | P  | Bramki | Bramki | Różn. | Pkt | Uwagi                       | Bezpośrednio |
| --- | ------------------------- | -- | -- | - | -- | ------ | ------ | ----- | --- | --------------------------- | ------------ |
| 1   | Jutrzenka Drzewce (M) (A) | 30 | 27 | 2 | 1  | 143    | 15     | +128  | 83  | Awans do IV ligi            |              |
| 2   | Widok Skierniewice (B)    | 30 | 23 | 2 | 5  | 101    | 34     | +67   | 71  | Baraże o awans do IV ligi   |              |
| 3   | Start Brzeziny            | 30 | 22 | 2 | 6  | 102    | 35     | +67   | 68  |                             |              |
| 4   | Olimpia Chąśno            | 30 | 19 | 5 | 6  | 71     | 32     | +39   | 62  |                             |              |
| 5   | Pelikan II Łowicz         | 30 | 14 | 2 | 14 | 73     | 67     | +6    | 44  | PE2 – OJE 7:5 OJE – PE2 2:1 |              |
| 6   | Olimpia Jeżów             | 30 | 14 | 2 | 14 | 69     | 79     | −10   | 44  | PE2 – OJE 7:5 OJE – PE2 2:1 |              |
| 7   | Manchatan Nowy Kawęczyn   | 30 | 13 | 3 | 14 | 58     | 62     | −4    | 42  |                             |              |
| 8   | Mazovia Rawa Mazowiecka   | 30 | 12 | 4 | 14 | 70     | 68     | +2    | 40  |                             |              |
| 9   | GKS Bedlno                | 30 | 12 | 3 | 15 | 59     | 53     | +6    | 39  |                             |              |
| 10  | GLKS Wołucza              | 30 | 10 | 7 | 13 | 53     | 53     | 0     | 37  |                             |              |
| 11  | Olimpia Niedźwiada        | 30 | 10 | 3 | 17 | 54     | 87     | −33   | 33  |                             |              |
| 12  | Juvenia Wysokienice       | 30 | 9  | 4 | 17 | 55     | 126    | −71   | 31  |                             |              |
| 13  | Korona Wejsce             | 30 | 8  | 3 | 19 | 51     | 108    | −57   | 27  |                             |              |
| 14  | Unia II Skierniewice      | 30 | 8  | 2 | 20 | 45     | 76     | −31   | 26  |                             |              |
| 15  | Pogoń Bełchów (S)         | 30 | 7  | 3 | 20 | 54     | 105    | −51   | 24  | Spadek do klasy A           |              |
| 16  | Orlęta Cielądz (S)        | 30 | 6  | 5 | 19 | 46     | 104    | −58   | 23  | Spadek do klasy A           |              |

### Baraże o awans do IV ligi
Pierwotnie w barażach o awans do IV ligi mieli brać udział wszyscy wicemistrzowie grup klasy okręgowej na terenie województwa łódzkiego. Ostatecznie jednak do barażu przystąpiły dwie drużyny, w związku z czym rozegrano dwumecz barażowy, którego zwycięzca uzyskał prawo do gry w IV lidze w następnym sezonie.
| 25 czerwca 2022 | Ceramika Opoczno | 3:2 | Widok Skierniewice |  |
| 18:00           |                  |     |                    |  |

| 29 czerwca 2022 | Widok Skierniewice | 1:5 | Ceramika Opoczno |  |
| 18:00           |                    |     |                  |  |

Zwycięzca: Ceramika Opoczno

## Województwo małopolskie

### Grupa Kraków I

#### Drużyny
| Uczestnicy poprzedniej edycji                                                                                 | Uczestnicy poprzedniej edycji | Uczestnicy poprzedniej edycji | Uczestnicy poprzedniej edycji |
| --- | ----------------------------- | ----------------------------- | ----------------------------- |
| BŁM | Błękitni Modlnica             | 2                             |                               |
| PRZ | Przebój Wolbrom               | 3                             |                               |
| SOZ | Spójnia Osiek-Zimnodół        | 4                             |                               |
| BOL | Bolesław Bukowno              | 5                             |                               |
| PRK | Przemsza Klucze               | 6                             |                               |
| OKU | KS Olkusz                     | 7                             |                               |
| OŁB | Orzeł Bębło                   | 8                             |                               |
| PIL | Piliczanka Pilica             | 9                             |                               |
| LBA | Lot Balice                    | 101                           |                               |
| NIE | LKS Niedźwiedź                | 11                            |                               |
| ZZI | Zieleńczanka Zielonki         | 12                            |                               |
| Spadek z IV ligi 2020/2021                                                                                    |                               |                               |                               |
| grupa małopolska (zachód)                                                                                     |                               |                               |                               |
| PRO | Proszowianka Proszowice       | 19                            |                               |
| Awans z klasy A 2020/2021                                                                                     |                               |                               |                               |
| grupa Kraków I                                                                                                |                               |                               |                               |
| JKW | Jastrzębiec Książ Wielki      | 1                             |                               |
| grupa Olkusz                                                                                                  |                               |                               |                               |
| PRP | Promień Przeginia             | 1                             |                               |
| Oznaczenia: - kolumna pierwsza – skróty nazw drużyn, - kolumna trzecia – miejsce zajęte w poprzednim sezonie. |                               |                               |                               |

Objaśnienia:
1. Lot Balice wycofał się po rundzie jesiennej.

#### Tabela
| Lp. | Drużyna                        | M  | Z  | R | P  | Bramki | Bramki | Różn. | Pkt | Uwagi                       | Bezpośrednio |
| --- | ------------------------------ | -- | -- | - | -- | ------ | ------ | ----- | --- | --------------------------- | ------------ |
| 1   | Spójnia Osiek-Zimnodół (M) (B) | 26 | 20 | 3 | 3  | 72     | 34     | +38   | 63  | Baraże o awans do IV ligi   |              |
| 2   | Błękitni Modlnica (A)          | 26 | 20 | 1 | 5  | 100    | 32     | +68   | 61  | Awans do V ligi             |              |
| 3   | KS Olkusz                      | 26 | 18 | 4 | 4  | 82     | 30     | +52   | 58  |                             |              |
| 4   | Piliczanka Pilica              | 26 | 16 | 5 | 5  | 62     | 23     | +39   | 53  | PIL – PRK 2:2 PRK – PIL 2:2 |              |
| 5   | Przemsza Klucze                | 26 | 16 | 5 | 5  | 58     | 34     | +24   | 53  | PIL – PRK 2:2 PRK – PIL 2:2 |              |
| 6   | Przebój Wolbrom                | 26 | 14 | 2 | 10 | 52     | 41     | +11   | 44  |                             |              |
| 7   | Proszowianka Proszowice        | 26 | 12 | 7 | 7  | 47     | 28     | +19   | 43  |                             |              |
| 8   | Zieleńczanka Zielonki          | 26 | 9  | 7 | 10 | 47     | 49     | −2    | 34  |                             |              |
| 9   | Bolesław Bukowno               | 26 | 8  | 4 | 14 | 47     | 52     | −5    | 28  |                             |              |
| 10  | Jastrzębiec Książ Wielki2      | 26 | 8  | 2 | 16 | 47     | 94     | −47   | 26  | Drużyna wycofana            |              |
| 11  | Orzeł Bębło                    | 26 | 6  | 2 | 18 | 33     | 85     | −52   | 20  |                             |              |
| 12  | Promień Przeginia              | 26 | 5  | 3 | 18 | 39     | 90     | −51   | 18  |                             |              |
| 13  | LKS Niedźwiedź (S)             | 26 | 2  | 4 | 20 | 35     | 80     | −45   | 10  | Spadek do klasy A           |              |
| 14  | Lot Balice1                    | 26 | 2  | 3 | 21 | 14     | 63     | −49   | 9   | Drużyna wycofana            |              |

### Grupa Kraków II

#### Drużyny
| Uczestnicy poprzedniej edycji                                                                                 | Uczestnicy poprzedniej edycji | Uczestnicy poprzedniej edycji | Uczestnicy poprzedniej edycji |
| --- | ----------------------------- | ----------------------------- | ----------------------------- |
| grupa Kraków II                                                                                               |                               |                               |                               |
| PKR | Prądniczanka Kraków           | 2                             |                               |
| KMZ | Kmita Zabierzów               | 3                             |                               |
| PRO | Kolejarz Prokocim             | 4                             |                               |
| KAS | Kaszowianka Kaszów            | 5                             |                               |
| HU2 | Hutnik II Kraków              | 61                            |                               |
| KBO | KS Borek                      | 7                             |                               |
| SKS | Skawinka Skawina              | 8                             |                               |
| RUD | Orlęta Rudawa                 | 9                             |                               |
| GĘK | Grębałowianka Kraków          | 10                            |                               |
| BKA | Bronowianka Kraków            | 11                            |                               |
| grupa Kraków III                                                                                              |                               |                               |                               |
| RAR | Radziszowianka Radziszów      | 3                             |                               |
| Spadek z IV ligi 2020/2021                                                                                    |                               |                               |                               |
| grupa małopolska (zachód)                                                                                     |                               |                               |                               |
| OPW | Orzeł Piaski Wielkie          | 15                            |                               |
| Awans z klasy A 2020/2021                                                                                     |                               |                               |                               |
| grupa Kraków II                                                                                               |                               |                               |                               |
| ŚKR | Świt Krzeszowice              | 1                             |                               |
| grupa Kraków III                                                                                              |                               |                               |                               |
| PSK | Pogoń Skotniki                | 1                             |                               |
| Oznaczenia: - kolumna pierwsza – skróty nazw drużyn, - kolumna trzecia – miejsce zajęte w poprzednim sezonie. |                               |                               |                               |

Objaśnienia:
1. Hutnik II Kraków wycofał się po rundzie jesiennej.

#### Tabela
| Lp. | Drużyna                          | M  | Z  | R | P  | Bramki | Bramki | Różn. | Pkt | Uwagi                                | Bezpośrednio |
| --- | -------------------------------- | -- | -- | - | -- | ------ | ------ | ----- | --- | ------------------------------------ | ------------ |
| 1   | Radziszowianka Radziszów (M) (B) | 26 | 24 | 0 | 2  | 86     | 22     | +64   | 72  | Baraże o awans do IV ligi            |              |
| 2   | Orlęta Rudawa (A)                | 26 | 18 | 3 | 5  | 65     | 33     | +32   | 57  | Awans do V ligi                      |              |
| 3   | Kmita Zabierzów                  | 26 | 16 | 3 | 7  | 53     | 26     | +27   | 51  |                                      |              |
| 4   | Prądniczanka Kraków              | 26 | 14 | 5 | 7  | 82     | 48     | +34   | 47  | PKR – OPW 5:0 OPW – PKR 1:2          |              |
| 5   | Orzeł Piaski Wielkie             | 26 | 14 | 5 | 7  | 50     | 32     | +18   | 47  | PKR – OPW 5:0 OPW – PKR 1:2          |              |
| 6   | Kolejarz Prokocim                | 26 | 13 | 6 | 7  | 59     | 31     | +28   | 45  |                                      |              |
| 7   | Grębałowianka Kraków             | 26 | 10 | 1 | 15 | 38     | 56     | −18   | 31  |                                      |              |
| 8   | Kaszowianka Kaszów               | 26 | 9  | 2 | 15 | 37     | 54     | −17   | 29  |                                      |              |
| 9   | Skawinka Skawina                 | 26 | 8  | 4 | 14 | 32     | 53     | −21   | 28  | SKS – PSK 3:0 PSK – SKS 1:1          |              |
| 10  | Pogoń Skotniki                   | 26 | 9  | 1 | 16 | 28     | 57     | −29   | 28  | SKS – PSK 3:0 PSK – SKS 1:1          |              |
| 11  | Świt Krzeszowice                 | 26 | 8  | 3 | 15 | 40     | 54     | −14   | 27  | Przeniesienie do grupy krakowskiej I |              |
| 12  | Bronowianka Kraków               | 26 | 7  | 3 | 16 | 35     | 63     | −28   | 24  |                                      |              |
| 13  | KS Borek (S)                     | 26 | 6  | 2 | 18 | 32     | 81     | −49   | 20  | Spadek do klasy A                    |              |
| 14  | Hutnik II Kraków1                | 26 | 6  | 2 | 18 | 42     | 69     | −27   | 20  | Drużyna wycofana                     |              |

### Grupa Kraków III

#### Drużyny
| Uczestnicy poprzedniej edycji                                                                                 | Uczestnicy poprzedniej edycji | Uczestnicy poprzedniej edycji | Uczestnicy poprzedniej edycji |
| --- | ----------------------------- | ----------------------------- | ----------------------------- |
| RAB | Raba Dobczyce                 | 2                             |                               |
| ZJE | Zjednoczeni Branice           | 4                             |                               |
| TRZ | Tempo Rzeszotary              | 5                             |                               |
| OMY | Orzeł Myślenice               | 6                             |                               |
| WRW | Wróblowianka Wróblowice       | 7                             |                               |
| WIG | Wiarusy Igołomia              | 8                             |                               |
| JOR | Jordan Sum Zakliczyn          | 9                             |                               |
| GÓR | Górnik Wieliczka              | 10                            |                               |
| GGD | Gdovia Gdów                   | 11                            |                               |
| Spadek z IV ligi 2020/2021                                                                                    |                               |                               |                               |
| grupa małopolska (zachód)                                                                                     |                               |                               |                               |
| ŚLE | LKS Śledziejowice             | 14                            |                               |
| WĘG | Węgrzcanka Węgrzce Wielkie    | 16                            |                               |
| PN2 | Puszcza II Niepołomice        | 18                            |                               |
| Awans z klasy A 2020/2021                                                                                     |                               |                               |                               |
| grupa Myślenice                                                                                               |                               |                               |                               |
| SIE | Karpaty Siepraw               | 1                             |                               |
| grupa Wieliczka                                                                                               |                               |                               |                               |
| NNB | Nadwiślanka Nowe Brzesko      | 1                             |                               |
| Oznaczenia: - kolumna pierwsza – skróty nazw drużyn, - kolumna trzecia – miejsce zajęte w poprzednim sezonie. |                               |                               |                               |

#### Tabela
| Lp. | Drużyna                     | M  | Z  | R | P  | Bramki | Bramki | Różn. | Pkt | Uwagi                       | Bezpośrednio |
| --- | --------------------------- | -- | -- | - | -- | ------ | ------ | ----- | --- | --------------------------- | ------------ |
| 1   | Zjednoczeni Branice (M) (B) | 26 | 18 | 3 | 5  | 77     | 28     | +49   | 57  | Baraże o awans do IV ligi   |              |
| 2   | Karpaty Siepraw (A)         | 26 | 17 | 2 | 7  | 70     | 35     | +35   | 53  | Awans do V ligi             |              |
| 3   | Węgrzcanka Węgrzce Wielkie  | 26 | 16 | 4 | 6  | 73     | 35     | +38   | 52  |                             |              |
| 4   | Orzeł Myślenice             | 26 | 15 | 4 | 7  | 56     | 38     | +18   | 49  |                             |              |
| 5   | Jordan Sum Zakliczyn        | 26 | 13 | 4 | 9  | 52     | 50     | +2    | 43  |                             |              |
| 6   | Raba Dobczyce               | 26 | 12 | 5 | 9  | 70     | 51     | +19   | 41  |                             |              |
| 7   | LKS Śledziejowice           | 26 | 11 | 6 | 9  | 57     | 46     | +11   | 39  |                             |              |
| 8   | Nadwiślanka Nowe Brzesko    | 26 | 9  | 8 | 9  | 41     | 43     | −2    | 35  |                             |              |
| 9   | Puszcza II Niepołomice      | 26 | 8  | 3 | 15 | 38     | 68     | −30   | 27  |                             |              |
| 10  | Wróblowianka Wróblowice     | 26 | 7  | 5 | 14 | 48     | 70     | −22   | 26  | WRW – TRZ 1:2 TRZ – WRW 2:4 |              |
| 11  | Tempo Rzeszotary            | 26 | 7  | 5 | 14 | 44     | 61     | −17   | 26  | WRW – TRZ 1:2 TRZ – WRW 2:4 |              |
| 12  | Górnik Wieliczka            | 26 | 7  | 4 | 15 | 47     | 70     | −23   | 25  |                             |              |
| 13  | Gdovia Gdów (S)             | 26 | 7  | 2 | 17 | 29     | 57     | −28   | 23  | Spadek do klasy A           |              |
| 14  | Wiarusy Igołomia (S)        | 26 | 6  | 3 | 17 | 42     | 92     | −50   | 21  | Spadek do klasy A           |              |

### Grupa Nowy Sącz I

#### Drużyny
| Uczestnicy poprzedniej edycji                                                                                 | Uczestnicy poprzedniej edycji | Uczestnicy poprzedniej edycji | Uczestnicy poprzedniej edycji |
| --- | ----------------------------- | ----------------------------- | ----------------------------- |
| DUN | Dunajec Nowy Sącz             | 2                             |                               |
| ŁŁD | Łosoś Łososina Dolna          | 3                             |                               |
| LZA | LKS Zagórzany                 | 4                             |                               |
| GPO | Gród Podegrodzie              | 5                             |                               |
| STS | Sokół Stary Sącz              | 6                             |                               |
| HTĘ | Hart Tęgoborze                | 7                             |                               |
| ZŁĄ | Zyndram Łącko                 | 8                             |                               |
| KOB | LKS Kobylanka                 | 9                             |                               |
| HEL | Helena Nowy Sącz              | 10                            |                               |
| LUG | LKS Uście Gorlickie           | 11                            |                               |
| KBI | KS Biecz                      | 12                            |                               |
| LŁU | LKS Łużna                     | 131                           |                               |
| Spadek z IV ligi 2020/2021                                                                                    |                               |                               |                               |
| grupa małopolska (wschód)                                                                                     |                               |                               |                               |
| BAR | Barciczanka Barcice           | 18                            |                               |
| RYT | Poprad Rytro                  | 19                            |                               |
| Awans z klasy A 2020/2021                                                                                     |                               |                               |                               |
| grupa Nowy Sącz                                                                                               |                               |                               |                               |
| BIE | Biegoniczanka Nowy Sącz       | 1                             |                               |
| grupa Nowy Sącz-Gorlice                                                                                       |                               |                               |                               |
| LWÓ | LKS Wójtowa                   | 1                             |                               |
| Oznaczenia: - kolumna pierwsza – skróty nazw drużyn, - kolumna trzecia – miejsce zajęte w poprzednim sezonie. |                               |                               |                               |

Objaśnienia:
1. LKS Łużna wycofał się po rundzie jesiennej.

#### Tabela
| Lp. | Drużyna                     | M  | Z  | R | P  | Bramki | Bramki | Różn. | Pkt | Uwagi                     | Bezpośrednio                                                   |
| --- | --------------------------- | -- | -- | - | -- | ------ | ------ | ----- | --- | ------------------------- | -------------------------------------------------------------- |
| 1   | Barciczanka Barcice (M) (B) | 30 | 30 | 0 | 0  | 143    | 13     | +130  | 90  | Baraże o awans do IV ligi |                                                                |
| 2   | Dunajec Nowy Sącz (A)       | 30 | 21 | 3 | 6  | 62     | 29     | +33   | 66  | Awans do V ligi           |                                                                |
| 3   | Biegoniczanka Nowy Sącz     | 30 | 18 | 2 | 10 | 69     | 67     | +2    | 56  |                           | BIE – GPO 4:3 GPO – BIE 2:4                                    |
| 4   | Gród Podegrodzie            | 30 | 18 | 2 | 10 | 75     | 53     | +22   | 56  |                           | BIE – GPO 4:3 GPO – BIE 2:4                                    |
| 5   | Łosoś Łososina Dolna        | 30 | 15 | 3 | 12 | 57     | 59     | −2    | 48  |                           |                                                                |
| 6   | Poprad Rytro                | 30 | 14 | 3 | 13 | 66     | 67     | −1    | 45  |                           |                                                                |
| 7   | LKS Uście Gorlickie2        | 30 | 14 | 2 | 14 | 52     | 53     | −1    | 44  | Drużyna wycofana          |                                                                |
| 8   | LKS Zagórzany               | 30 | 12 | 6 | 12 | 57     | 45     | +12   | 42  |                           |                                                                |
| 9   | LKS Wójtowa2                | 30 | 12 | 5 | 13 | 56     | 61     | −5    | 41  | Drużyna wycofana          | LWÓ: 8 pkt, różn. +3 KBI: 3 pkt, różn. -1 STS: 3 pkt, różn. -2 |
| 10  | KS Biecz                    | 30 | 11 | 8 | 11 | 40     | 39     | +1    | 41  |                           | LWÓ: 8 pkt, różn. +3 KBI: 3 pkt, różn. -1 STS: 3 pkt, różn. -2 |
| 11  | Sokół Stary Sącz            | 30 | 11 | 8 | 11 | 62     | 56     | +6    | 41  |                           | LWÓ: 8 pkt, różn. +3 KBI: 3 pkt, różn. -1 STS: 3 pkt, różn. -2 |
| 12  | Zyndram Łącko               | 30 | 11 | 3 | 16 | 42     | 57     | −15   | 36  |                           |                                                                |
| 13  | LKS Kobylanka               | 30 | 8  | 6 | 16 | 39     | 52     | −13   | 30  |                           |                                                                |
| 14  | Hart Tęgoborze              | 30 | 8  | 4 | 18 | 37     | 73     | −36   | 28  |                           |                                                                |
| 15  | Helena Nowy Sącz            | 30 | 6  | 4 | 20 | 38     | 84     | −46   | 22  |                           |                                                                |
| 16  | LKS Łużna1                  | 30 | 1  | 1 | 28 | 19     | 106    | −87   | 4   | Drużyna wycofana          |                                                                |

### Grupa Nowy Sącz II

#### Drużyny
| Uczestnicy poprzedniej edycji                                                                                 | Uczestnicy poprzedniej edycji | Uczestnicy poprzedniej edycji | Uczestnicy poprzedniej edycji |
| --- | ----------------------------- | ----------------------------- | ----------------------------- |
| ZAL | Zalesianka Zalesie            | 2                             |                               |
| WAK | Huragan Waksmund              | 3                             |                               |
| CCD | Czarni Czarny Dunajec         | 4                             |                               |
| SZA | LKS Szaflary                  | 5                             |                               |
| BGL | Babia Góra Lipnica Wielka     | 6                             |                               |
| WIL | Wiatr Ludźmierz               | 7                             |                               |
| AKU | AKS Ujanowice                 | 8                             |                               |
| WPA | Wierchy Pasierbiec            | 9                             |                               |
| GCG | Granit Czarna Góra            | 10                            |                               |
| TMD | Turbacz Mszana Dolna          | 11                            |                               |
| KPR | Krokus Przyszowa              | 12                            |                               |
| Spadek z IV ligi 2020/2021                                                                                    |                               |                               |                               |
| grupa małopolska (wschód)                                                                                     |                               |                               |                               |
| OSZ | Orkan Szczyrzyc               | 17                            |                               |
| Awans z klasy A 2020/2021                                                                                     |                               |                               |                               |
| grupa Limanowa                                                                                                |                               |                               |                               |
| PLI | Płomień Limanowa              | 1                             |                               |
| grupa Podhale                                                                                                 |                               |                               |                               |
| ZBT | Zawrat Bukowina Tatrzańska    | 1                             |                               |
| Oznaczenia: - kolumna pierwsza – skróty nazw drużyn, - kolumna trzecia – miejsce zajęte w poprzednim sezonie. |                               |                               |                               |

#### Tabela
| Lp. | Drużyna                    | M  | Z  | R | P  | Bramki | Bramki | Różn. | Pkt | Uwagi                       | Bezpośrednio |
| --- | -------------------------- | -- | -- | - | -- | ------ | ------ | ----- | --- | --------------------------- | ------------ |
| 1   | Orkan Szczyrzyc (M) (B)    | 26 | 20 | 1 | 5  | 93     | 30     | +63   | 61  | Baraże o awans do IV ligi   |              |
| 2   | Zalesianka Zalesie (A)     | 26 | 16 | 2 | 8  | 63     | 41     | +22   | 50  | Awans do V ligi             |              |
| 3   | Płomień Limanowa           | 26 | 15 | 3 | 8  | 40     | 41     | −1    | 48  |                             |              |
| 4   | Huragan Waksmund           | 26 | 15 | 1 | 10 | 53     | 44     | +9    | 46  |                             |              |
| 5   | Turbacz Mszana Dolna       | 26 | 13 | 4 | 9  | 50     | 40     | +10   | 43  |                             |              |
| 6   | Babia Góra Lipnica Wielka  | 26 | 12 | 4 | 10 | 53     | 45     | +8    | 40  |                             |              |
| 7   | Zawrat Bukowina Tatrzańska | 26 | 10 | 4 | 12 | 53     | 59     | −6    | 34  |                             |              |
| 8   | Wiatr Ludźmierz            | 26 | 9  | 6 | 11 | 41     | 39     | +2    | 33  | WIL – KPR 2:0 KPR – WIL 1:0 |              |
| 9   | Krokus Przyszowa           | 26 | 10 | 3 | 13 | 40     | 47     | −7    | 33  | WIL – KPR 2:0 KPR – WIL 1:0 |              |
| 10  | LKS Szaflary               | 26 | 9  | 5 | 12 | 49     | 60     | −11   | 32  | SZA – AKU 4:0 AKU – SZA 0:0 |              |
| 11  | AKS Ujanowice              | 26 | 9  | 5 | 12 | 42     | 50     | −8    | 32  | SZA – AKU 4:0 AKU – SZA 0:0 |              |
| 12  | Wierchy Pasierbiec         | 26 | 8  | 4 | 14 | 42     | 61     | −19   | 28  |                             |              |
| 13  | Czarni Czarny Dunajec (S)  | 26 | 8  | 3 | 15 | 46     | 55     | −9    | 27  | Spadek do klasy A           |              |
| 14  | Granit Czarna Góra (S)     | 26 | 4  | 3 | 19 | 32     | 85     | −53   | 15  | Spadek do klasy A           |              |

### Grupa Tarnów I

#### Drużyny
| Uczestnicy poprzedniej edycji                                                                                 | Uczestnicy poprzedniej edycji | Uczestnicy poprzedniej edycji | Uczestnicy poprzedniej edycji |
| --- | ----------------------------- | ----------------------------- | ----------------------------- |
| BPR | Błyskawica Proszówki          | 2                             |                               |
| SMO | Strażak Mokrzyska             | 3                             |                               |
| RKS | Raba Książnice                | 4                             |                               |
| LPS | LKS Poręba Spytkowska         | 5                             |                               |
| SNW | Szreniawa Nowy Wiśnicz        | 6                             |                               |
| OBU | Olimpia Bucze                 | 7                             |                               |
| NAS | Naprzód Sobolów               | 8                             |                               |
| JAD | Jadowniczanka Jadowniki       | 9                             |                               |
| BOR | Sokół Borzęcin Górny          | 10                            |                               |
| ODĘ | Orzeł Dębno                   | 11                            |                               |
| SMA | Sokół Maszkienice             | 12                            |                               |
| Spadek z IV ligi 2020/2021                                                                                    |                               |                               |                               |
| grupa małopolska (wschód)                                                                                     |                               |                               |                               |
| DRW | GKS Drwinia                   | 16                            |                               |
| RYL | Rylovia Rylowa                | 20                            |                               |
| Awans z klasy A 2020/2021                                                                                     |                               |                               |                               |
| grupa Bochnia                                                                                                 |                               |                               |                               |
| VSŁ | Victoria Słomka               | 1                             |                               |
| CMU | Ceramika Muchówka             | 21                            |                               |
| grupa Brzesko                                                                                                 |                               |                               |                               |
| KNI | Korona Niedzieliska           | 1                             |                               |
| Oznaczenia: - kolumna pierwsza – skróty nazw drużyn, - kolumna trzecia – miejsce zajęte w poprzednim sezonie. |                               |                               |                               |

Objaśnienia:
1. Ceramika Muchówka wygrała baraże o awans do klasy okręgowej z Jednością Paleśnica.

#### Tabela
| Lp. | Drużyna                 | M  | Z  | R | P  | Bramki | Bramki | Różn. | Pkt | Uwagi                       | Bezpośrednio                |
| --- | ----------------------- | -- | -- | - | -- | ------ | ------ | ----- | --- | --------------------------- | --------------------------- |
| 1   | GKS Drwinia (M) (B)     | 30 | 22 | 6 | 2  | 107    | 21     | +86   | 72  | Baraże o awans do IV ligi   |                             |
| 2   | Korona Niedzieliska (A) | 30 | 21 | 4 | 5  | 95     | 39     | +56   | 67  | Awans do V ligi             |                             |
| 3   | Błyskawica Proszówki    | 30 | 21 | 3 | 6  | 71     | 39     | +32   | 66  |                             |                             |
| 4   | Rylovia Rylowa          | 30 | 19 | 5 | 6  | 72     | 31     | +41   | 62  |                             |                             |
| 5   | Sokół Maszkienice       | 30 | 17 | 7 | 6  | 75     | 43     | +32   | 58  |                             |                             |
| 6   | Orzeł Dębno             | 30 | 16 | 5 | 9  | 84     | 47     | +37   | 53  |                             |                             |
| 7   | Raba Książnice2         | 30 | 13 | 8 | 9  | 64     | 59     | +5    | 47  | Drużyna wycofana            | RKS – LPS 4:3 LPS – RKS 1:1 |
| 8   | LKS Poręba Spytkowska   | 30 | 14 | 5 | 11 | 65     | 57     | +8    | 47  |                             | RKS – LPS 4:3 LPS – RKS 1:1 |
| 9   | Naprzód Sobolów         | 30 | 11 | 4 | 15 | 56     | 69     | −13   | 37  | NAS – SMO 5:2 SMO – NAS 2:1 |                             |
| 10  | Strażak Mokrzyska       | 30 | 12 | 1 | 17 | 52     | 79     | −27   | 37  | NAS – SMO 5:2 SMO – NAS 2:1 |                             |
| 11  | Szreniawa Nowy Wiśnicz  | 30 | 10 | 3 | 17 | 46     | 60     | −14   | 33  |                             |                             |
| 12  | Sokół Borzęcin Górny    | 30 | 7  | 8 | 15 | 35     | 61     | −26   | 29  |                             |                             |
| 13  | Jadowniczanka Jadowniki | 30 | 8  | 3 | 19 | 48     | 86     | −38   | 27  |                             |                             |
| 14  | Victoria Słomka1        | 30 | 6  | 7 | 17 | 47     | 88     | −41   | 25  | Drużyna wycofana            |                             |
| 15  | Ceramika Muchówka1      | 30 | 3  | 3 | 24 | 44     | 98     | −54   | 12  |                             | CMU – OBU 8:0 OBU – CMU 0:4 |
| 16  | Olimpia Bucze (S)       | 30 | 4  | 0 | 26 | 24     | 108    | −84   | 12  | Spadek do klasy A           | CMU – OBU 8:0 OBU – CMU 0:4 |

### Grupa Tarnów II

#### Drużyny
| Uczestnicy poprzedniej edycji                                                                                 | Uczestnicy poprzedniej edycji | Uczestnicy poprzedniej edycji | Uczestnicy poprzedniej edycji |
| --- | ----------------------------- | ----------------------------- | ----------------------------- |
| SKR | LUKS Skrzyszów                | 2                             |                               |
| LSZ | LKS Szynwałd                  | 3                             |                               |
| WSZ | Wisła Szczucin                | 4                             |                               |
| ZZA | Zorza Zaczarnie               | 5                             |                               |
| PPL | Pogórze Pleśna                | 6                             |                               |
| GRO | GLKS Gromnik                  | 7                             |                               |
| DDT | Dąbrovia Dąbrowa Tarnowska    | 8                             |                               |
| TUC | Tuchovia Tuchów               | 9                             |                               |
| LŁA | LKS Ładna                     | 10                            |                               |
| DZG | Dunajec Zbylitowska Góra      | 11                            |                               |
| WOJ | Olimpia Wojnicz               | 12                            |                               |
| LRZ | LKS Rzuchowa                  | 13                            |                               |
| ŻAB | MLKS Żabno                    | 14                            |                               |
| Awans z klasy A 2020/2021                                                                                     |                               |                               |                               |
| grupa Tarnów                                                                                                  |                               |                               |                               |
| KRS | KS Rzepiennik Strzyżewski     | 1                             |                               |
| grupa Żabno                                                                                                   |                               |                               |                               |
| ZAL | LUKS Zalipie                  | 1                             |                               |
| KNJ | KS Nowa Jastrząbka-Żukowice   | 2                             |                               |
| Oznaczenia: - kolumna pierwsza – skróty nazw drużyn, - kolumna trzecia – miejsce zajęte w poprzednim sezonie. |                               |                               |                               |

| Uczestnicy dołączeni do ligi | Uczestnicy dołączeni do ligi |
| ---------------------------- | ---------------------------- |
| Unia II Tarnów               | -1                           |

Objaśnienia:
1. Unia II Tarnów została dokooptowana do rozgrywek.

#### Tabela
| Lp. | Drużyna                       | M  | Z  | R | P  | Bramki | Bramki | Różn. | Pkt | Uwagi                                                           | Bezpośrednio |
| --- | ----------------------------- | -- | -- | - | -- | ------ | ------ | ----- | --- | --------------------------------------------------------------- | ------------ |
| 1   | GLKS Gromnik (M) (B)          | 32 | 25 | 5 | 2  | 108    | 29     | +79   | 80  | Baraże o awans do IV ligi                                       |              |
| 2   | Tuchovia Tuchów (A)           | 32 | 21 | 6 | 5  | 85     | 40     | +45   | 69  | Awans do V ligi                                                 |              |
| 3   | LKS Szynwałd                  | 32 | 19 | 4 | 9  | 75     | 41     | +34   | 61  |                                                                 |              |
| 4   | LKS Rzuchowa                  | 32 | 18 | 3 | 11 | 94     | 68     | +26   | 57  |                                                                 |              |
| 5   | LUKS Skrzyszów                | 32 | 16 | 4 | 12 | 78     | 65     | +13   | 52  |                                                                 |              |
| 6   | Dąbrovia Dąbrowa Tarnowska    | 32 | 15 | 6 | 11 | 71     | 58     | +13   | 51  |                                                                 |              |
| 7   | Pogórze Pleśna                | 32 | 14 | 6 | 12 | 58     | 48     | +10   | 48  | PPL: 10 pkt, różn. +7 ŻAB: 4 pkt, różn. -6 UN2: 3 pkt, różn. -1 |              |
| 8   | MLKS Żabno                    | 32 | 14 | 6 | 12 | 63     | 58     | +5    | 48  | PPL: 10 pkt, różn. +7 ŻAB: 4 pkt, różn. -6 UN2: 3 pkt, różn. -1 |              |
| 9   | Unia II Tarnów                | 32 | 14 | 6 | 12 | 96     | 61     | +35   | 48  | PPL: 10 pkt, różn. +7 ŻAB: 4 pkt, różn. -6 UN2: 3 pkt, różn. -1 |              |
| 10  | LKS Ładna                     | 32 | 15 | 1 | 16 | 83     | 92     | −9    | 46  |                                                                 |              |
| 11  | KS Nowa Jastrząbka-Żukowice   | 32 | 13 | 4 | 15 | 69     | 64     | +5    | 43  |                                                                 |              |
| 12  | LUKS Zalipie                  | 32 | 11 | 5 | 16 | 46     | 80     | −34   | 38  |                                                                 |              |
| 13  | Dunajec Zbylitowska Góra      | 32 | 9  | 7 | 16 | 55     | 87     | −32   | 34  |                                                                 |              |
| 14  | Wisła Szczucin                | 32 | 8  | 9 | 15 | 47     | 74     | −27   | 33  |                                                                 |              |
| 15  | KS Rzepiennik Strzyżewski (S) | 32 | 9  | 4 | 19 | 68     | 84     | −16   | 31  | Spadek do klasy A                                               |              |
| 16  | Zorza Zaczarnie (S)           | 32 | 6  | 6 | 20 | 38     | 69     | −31   | 24  | Spadek do klasy A                                               |              |
| 17  | Olimpia Wojnicz (S)           | 32 | 3  | 2 | 27 | 36     | 152    | −116  | 11  | Spadek do klasy A                                               |              |

### Grupa Wadowice

#### Drużyny
| Uczestnicy poprzedniej edycji                                                                                 | Uczestnicy poprzedniej edycji     | Uczestnicy poprzedniej edycji | Uczestnicy poprzedniej edycji |
| --- | --------------------------------- | ----------------------------- | ----------------------------- |
| NNW | Niwa Nowa Wieś                    | 2                             |                               |
| HEJ | Hejnał Kęty                       | 3                             |                               |
| NGR | Nadwiślanin Gromiec               | 4                             |                               |
| BOS | Brzezina Osiek                    | 5                             |                               |
| LKS | LKS Gorzów                        | 6                             |                               |
| KZE | Kalwarianka Kalwaria Zebrzydowska | 7                             |                               |
| BAB | Babia Góra Sucha Beskidzka        | 8                             |                               |
| VJA | Victoria 1918 Jaworzno            | 9                             |                               |
| SPR | Sokół Przytkowice                 | 101                           |                               |
| MLI | MKS Libiąż                        | 11                            |                               |
| ZBY | Zgoda Byczyna                     | 12                            |                               |
| LŻA | LKS Żarki                         | 13                            |                               |
| Spadek z IV ligi 2020/2021                                                                                    |                                   |                               |                               |
| grupa małopolska (zachód)                                                                                     |                                   |                               |                               |
| RAJ | Strażak Rajsko                    | 17                            |                               |
| Awans z klasy A 2020/2021                                                                                     |                                   |                               |                               |
| grupa Chrzanów                                                                                                |                                   |                               |                               |
| FAB | Fablok Chrzanów                   | 1                             |                               |
| grupa Oświęcim                                                                                                |                                   |                               |                               |
| BRZ | Górnik Brzeszcze                  | 1                             |                               |
| grupa Wadowice                                                                                                |                                   |                               |                               |
| SKA | Skawa Wadowice                    | 1                             |                               |
| Oznaczenia: - kolumna pierwsza – skróty nazw drużyn, - kolumna trzecia – miejsce zajęte w poprzednim sezonie. |                                   |                               |                               |

Objaśnienia:
1. Sokół Przytkowice wycofał się po rundzie jesiennej.

#### Tabela
| Lp. | Drużyna                                   | M  | Z  | R | P  | Bramki | Bramki | Różn. | Pkt | Uwagi                     | Bezpośrednio |
| --- | ----------------------------------------- | -- | -- | - | -- | ------ | ------ | ----- | --- | ------------------------- | ------------ |
| 1   | Kalwarianka Kalwaria Zebrzydowska (M) (B) | 30 | 26 | 2 | 2  | 93     | 20     | +73   | 80  | Baraże o awans do IV ligi |              |
| 2   | Niwa Nowa Wieś (A)                        | 30 | 22 | 3 | 5  | 89     | 34     | +55   | 69  | Awans do V ligi           |              |
| 3   | Victoria 1918 Jaworzno                    | 30 | 19 | 6 | 5  | 78     | 35     | +43   | 63  |                           |              |
| 4   | Brzezina Osiek                            | 30 | 16 | 7 | 7  | 42     | 23     | +19   | 55  |                           |              |
| 5   | LKS Gorzów                                | 30 | 15 | 9 | 6  | 58     | 32     | +26   | 54  |                           |              |
| 6   | Nadwiślanin Gromiec                       | 30 | 16 | 4 | 10 | 58     | 38     | +20   | 52  |                           |              |
| 7   | Górnik Brzeszcze                          | 30 | 15 | 6 | 9  | 64     | 37     | +27   | 51  |                           |              |
| 8   | Strażak Rajsko                            | 30 | 12 | 8 | 10 | 50     | 47     | +3    | 44  |                           |              |
| 9   | Skawa Wadowice                            | 30 | 11 | 9 | 10 | 48     | 36     | +12   | 42  |                           |              |
| 10  | Babia Góra Sucha Beskidzka                | 30 | 12 | 2 | 16 | 47     | 63     | −16   | 38  |                           |              |
| 11  | Hejnał Kęty                               | 30 | 8  | 7 | 15 | 45     | 66     | −21   | 31  |                           |              |
| 12  | LKS Żarki                                 | 30 | 9  | 1 | 20 | 36     | 72     | −36   | 28  |                           |              |
| 13  | Fablok Chrzanów                           | 30 | 7  | 4 | 19 | 36     | 63     | −27   | 25  |                           |              |
| 14  | Zgoda Byczyna                             | 30 | 6  | 4 | 20 | 34     | 90     | −56   | 22  |                           |              |
| 15  | MKS Libiąż (S)                            | 30 | 5  | 1 | 24 | 30     | 88     | −58   | 16  | Spadek do klasy A         |              |
| 16  | Sokół Przytkowice1                        | 30 | 4  | 1 | 25 | 29     | 93     | −64   | 13  | Drużyna wycofana          |              |

### Baraże o awans do IV ligi
W związku z reformą rozgrywek w województwie małopolskim, mistrzowie 8 grup klasy okręgowej znajdujących się na terenie województwa małopolskiego zostały rozlosowane do 4 par barażowych. Zwycięzcy dwumeczów uzyskiwali awans do nowej, jedynej na terenie województwa grupy IV ligi, natomiast przegrani, wraz z 8 wicemistrzami, awansowali do nowo utworzonej V ligi.
| 26 czerwca 2022 | Zjednoczeni Branice | 0:3 | Radziszowianka Radziszów |  |
| 17:00           |                     |     |                          |  |

| 29 czerwca 2022 | Radziszowianka Radziszów | 0:1 | Zjednoczeni Branice |  |
| 17:00           |                          |     |                     |  |

Zwycięzca: Radziszowianka Radziszów
| 26 czerwca 2022 | Spójnia Osiek-Zimnodół | 0:1 | Kalwarianka Kalwaria Zebrzydowska |  |
| 17:00           |                        |     |                                   |  |

| 29 czerwca 2022 | Kalwarianka Kalwaria Zebrzydowska | 1:0 | Spójnia Osiek-Zimnodół |  |
| 17:00           |                                   |     |                        |  |

Zwycięzca: Kalwarianka Kalwaria Zebrzydowska
| 26 czerwca 2022 | GKS Drwinia | 0:2 | Barciczanka Barcice |  |
| 17:00           |             |     |                     |  |

| 29 czerwca 2022 | Barciczanka Barcice | 4:0 | GKS Drwinia |  |
| 17:00           |                     |     |             |  |

Zwycięzca: Barciczanka Barcice
| 26 czerwca 2022 | Orkan Szczyrzyc | 1:2 | GLKS Gromnik |  |
| 17:00           |                 |     |              |  |

| 29 czerwca 2022 | GLKS Gromnik | 3:2 | Orkan Szczyrzyc |  |
| 17:00           |              |     |                 |  |

Zwycięzca: GLKS Gromnik

## Województwo mazowieckie

### Grupa Ciechanów-Ostrołęka

#### Drużyny
| Uczestnicy poprzedniej edycji                                                                                 | Uczestnicy poprzedniej edycji | Uczestnicy poprzedniej edycji | Uczestnicy poprzedniej edycji |
| --- | ----------------------------- | ----------------------------- | ----------------------------- |
| CIE | MKS Ciechanów                 | 3                             |                               |
| SNM | Sona Nowe Miasto              | 4                             |                               |
| OOM | Ostrovia Ostrów Mazowiecka    | 5                             |                               |
| BIE | Wkra Bieżuń                   | 6                             |                               |
| KKO | Konopianka Konopki            | 7                             |                               |
| SZY | Korona Szydłowo               | 8                             |                               |
| GLI | Kryształ Glinojeck            | 9                             |                               |
| IKA | Iskra Krasne                  | 102                           |                               |
| BRA | Błękitni Raciąż               | 112                           |                               |
| PPŁ | PAF Płońsk                    | 12                            |                               |
| STR | GKS Strzegowo                 | 13                            |                               |
| KSW | KS Wąsewo                     | 14                            |                               |
| Spadek z IV ligi 2020/2021                                                                                    |                               |                               |                               |
| grupa mazowiecka (północ)                                                                                     |                               |                               |                               |
| PUŁ | Nadnarwianka Pułtusk          | 11                            |                               |
| Awans z klasy A 2020/2021                                                                                     |                               |                               |                               |
| grupa Ciechanów-Ostrołęka                                                                                     |                               |                               |                               |
| RRZ | Rzekunianka Rzekuń            | 1                             |                               |
| KUK | Kurpik Kadzidło               | 2                             |                               |
| WDŁ | Wymakracz Długosiodło         | 31                            |                               |
| Oznaczenia: - kolumna pierwsza – skróty nazw drużyn, - kolumna trzecia – miejsce zajęte w poprzednim sezonie. |                               |                               |                               |

Objaśnienia:
1. Wymakracz Długosiodło wygrał baraże o awans do klasy okręgowej z Tęczą Ojrzeń.
2. Błękitni Raciąż i Iskra Krasne wycofały się po rundzie jesiennej.

#### Tabela
| Lp. | Drużyna                    | M  | Z  | R | P  | Bramki | Bramki | Różn. | Pkt | Uwagi                       | Bezpośrednio |
| --- | -------------------------- | -- | -- | - | -- | ------ | ------ | ----- | --- | --------------------------- | ------------ |
| 1   | PAF Płońsk (M) (A)         | 28 | 24 | 1 | 3  | 87     | 32     | +55   | 73  | Awans do V ligi             |              |
| 2   | MKS Ciechanów (A)          | 28 | 22 | 4 | 2  | 91     | 28     | +63   | 70  | Awans do V ligi             |              |
| 3   | Nadnarwianka Pułtusk (B)   | 28 | 15 | 7 | 6  | 61     | 33     | +28   | 52  | Baraże o awans do V ligi    |              |
| 4   | Rzekunianka Rzekuń         | 28 | 15 | 3 | 10 | 63     | 49     | +14   | 48  |                             |              |
| 5   | Korona Szydłowo            | 28 | 14 | 5 | 9  | 70     | 48     | +22   | 47  |                             |              |
| 6   | Wkra Bieżuń                | 28 | 13 | 5 | 10 | 75     | 58     | +17   | 44  |                             |              |
| 7   | Sona Nowe Miasto           | 28 | 11 | 7 | 10 | 50     | 44     | +6    | 40  |                             |              |
| 8   | Ostrovia Ostrów Mazowiecka | 28 | 11 | 5 | 12 | 38     | 40     | −2    | 38  |                             |              |
| 9   | KS Wąsewo                  | 28 | 10 | 6 | 12 | 36     | 50     | −14   | 36  | KSW – STR 0:0 STR – KSW 1:1 |              |
| 10  | GKS Strzegowo              | 28 | 9  | 9 | 10 | 45     | 42     | +3    | 36  | KSW – STR 0:0 STR – KSW 1:1 |              |
| 11  | Konopianka Konopki         | 28 | 9  | 6 | 13 | 40     | 64     | −24   | 33  |                             |              |
| 12  | Kurpik Kadzidło            | 28 | 8  | 5 | 15 | 47     | 80     | −33   | 29  |                             |              |
| 13  | Kryształ Glinojeck         | 28 | 7  | 4 | 17 | 36     | 63     | −27   | 25  |                             |              |
| 14  | Wymakracz Długosiodło      | 28 | 4  | 0 | 24 | 32     | 84     | −52   | 12  |                             |              |
| 15  | Błękitni Raciąż1           | 28 | 4  | 1 | 23 | 18     | 74     | −56   | 13  | Drużyna wycofana            |              |
| -   | Iskra Krasne1              | 0  | 0  | 0 | 0  | 0      | 0      | 0     | 0   | Drużyna wycofana            |              |

### Grupa Płock

#### Drużyny
| Uczestnicy poprzedniej edycji                                                                                 | Uczestnicy poprzedniej edycji | Uczestnicy poprzedniej edycji | Uczestnicy poprzedniej edycji |
| --- | ----------------------------- | ----------------------------- | ----------------------------- |
| SŁU | Delta Słupno                  | 21                            |                               |
| ZBI | Zryw Bielsk                   | 3                             |                               |
| MGO | Mazur Gostynin                | 4                             |                               |
| ORG | Orzeł Goleszyn                | 5                             |                               |
| UNI | Unia Iłów                     | 6                             |                               |
| ŁUK | Skrwa Łukomie                 | 7                             |                               |
| AMA | Amator Maszewo                | 8                             |                               |
| SWY | Stegny Wyszogród              | 9                             |                               |
| UNC | Unia Czermno                  | 10                            |                               |
| GĄB | Błękitni Gąbin                | 11                            |                               |
| SDO | Skra Drobin                   | 12                            |                               |
| Spadek z IV ligi 2020/2021                                                                                    |                               |                               |                               |
| grupa mazowiecka (północ)                                                                                     |                               |                               |                               |
| KSE | Kasztelan Sierpc              | 14                            |                               |
| Awans z klasy A 2020/2021                                                                                     |                               |                               |                               |
| grupa Płock                                                                                                   |                               |                               |                               |
| SMO | Sparta Mochowo                | 1                             |                               |
| SPR | Start Proboszczewice          | 2                             |                               |
| Oznaczenia: - kolumna pierwsza – skróty nazw drużyn, - kolumna trzecia – miejsce zajęte w poprzednim sezonie. |                               |                               |                               |

Objaśnienia:
1. Delta Słupno przegrała baraże o awans do IV ligi z Płomieniem Dębe Wielkie.

#### Tabela
| Lp. | Drużyna                | M  | Z  | R | P  | Bramki | Bramki | Różn. | Pkt | Uwagi                       | Bezpośrednio                |
| --- | ---------------------- | -- | -- | - | -- | ------ | ------ | ----- | --- | --------------------------- | --------------------------- |
| 1   | Amator Maszewo (M) (A) | 26 | 19 | 4 | 3  | 99     | 37     | +62   | 61  | Awans do V ligi             |                             |
| 2   | Skra Drobin (A)        | 26 | 17 | 2 | 7  | 103    | 50     | +53   | 53  | Awans do V ligi             | SDO – MGO 3:3 MGO – SDO 4:4 |
| 3   | Mazur Gostynin (B)     | 26 | 16 | 5 | 5  | 68     | 37     | +31   | 53  | Baraże o awans do V ligi    | SDO – MGO 3:3 MGO – SDO 4:4 |
| 4   | Kasztelan Sierpc       | 26 | 16 | 3 | 7  | 85     | 44     | +41   | 51  |                             |                             |
| 5   | Delta Słupno           | 26 | 12 | 5 | 9  | 58     | 54     | +4    | 41  |                             |                             |
| 6   | Sparta Mochowo         | 26 | 12 | 4 | 10 | 68     | 68     | 0     | 40  |                             |                             |
| 7   | Unia Iłów              | 26 | 10 | 5 | 11 | 76     | 69     | +7    | 35  |                             |                             |
| 8   | Zryw Bielsk            | 26 | 9  | 3 | 14 | 59     | 76     | −17   | 30  | ZBI – SPR 1:2 SPR – ZBI 1:5 |                             |
| 9   | Start Proboszczewice   | 26 | 9  | 3 | 14 | 37     | 73     | −36   | 30  | ZBI – SPR 1:2 SPR – ZBI 1:5 |                             |
| 10  | Skrwa Łukomie          | 26 | 7  | 7 | 12 | 49     | 69     | −20   | 28  |                             |                             |
| 11  | Unia Czermno           | 26 | 7  | 6 | 13 | 53     | 74     | −21   | 27  | UNC – GĄB 1:0 GĄB – UNC 0:3 |                             |
| 12  | Błękitni Gąbin         | 26 | 8  | 3 | 15 | 43     | 73     | −30   | 27  | UNC – GĄB 1:0 GĄB – UNC 0:3 |                             |
| 13  | Orzeł Goleszyn (S)     | 26 | 5  | 6 | 15 | 43     | 73     | −30   | 21  | Spadek do klasy A           |                             |
| 14  | Stegny Wyszogród (S)   | 26 | 5  | 4 | 17 | 28     | 71     | −43   | 19  | Spadek do klasy A           |                             |

### Grupa Radom

#### Drużyny
| Uczestnicy poprzedniej edycji                                                                                 | Uczestnicy poprzedniej edycji | Uczestnicy poprzedniej edycji | Uczestnicy poprzedniej edycji |
| --- | ----------------------------- | ----------------------------- | ----------------------------- |
| PRO | LKS Promna                    | 21                            |                               |
| DJE | Drogowiec Jedlińsk            | 3                             |                               |
| PLI | Powiślanka Lipsko             | 4                             |                               |
| ORZ | Orzeł Wierzbica               | 5                             |                               |
| JJL | Jodła Jedlnia-Letnisko        | 6                             |                               |
| SZY | Szydłowianka Szydłowiec       | 7                             |                               |
| GPO | Gryf Policzna                 | 8                             |                               |
| ORO | Oronka Orońsko                | 9                             |                               |
| PNM | Pilica Nowe Miasto nad Pilicą | 10                            |                               |
| Spadek z IV ligi 2020/2021                                                                                    |                               |                               |                               |
| grupa mazowiecka (południe)                                                                                   |                               |                               |                               |
| WAR | KS Warka                      | 102                           |                               |
| GRÓ | Mazowsze Grójec               | 11                            |                               |
| PIO | Proch Pionki                  | 12                            |                               |
| RA2 | Radomiak II Radom             | 14                            |                               |
| Awans z klasy A 2020/2021                                                                                     |                               |                               |                               |
| grupa Radom I                                                                                                 |                               |                               |                               |
| IŁŻ | Polonia Iłża                  | 1                             |                               |
| grupa Radom II                                                                                                |                               |                               |                               |
| SKS | SKS Potworów                  | 1                             |                               |
| MRA | Młodzik 18 Radom              | 2                             |                               |
| Oznaczenia: - kolumna pierwsza – skróty nazw drużyn, - kolumna trzecia – miejsce zajęte w poprzednim sezonie. |                               |                               |                               |

Objaśnienia:
1. LKS Promna przegrała baraże o awans do IV ligi ze Żbikiem Nasielsk.
2. KS Warka przegrała baraże o utrzymanie w IV lidze.
3. Młodzik 18 Radom wygrał baraże o awans do klasy okręgowej z Gracją Tczów.

#### Tabela
| Lp. | Drużyna                       | M  | Z  | R | P  | Bramki | Bramki | Różn. | Pkt | Uwagi                       | Bezpośrednio      |
| --- | ----------------------------- | -- | -- | - | -- | ------ | ------ | ----- | --- | --------------------------- | ----------------- |
| 1   | LKS Promna (M) (A)            | 30 | 23 | 3 | 4  | 88     | 33     | +55   | 72  | Awans do V ligi             |                   |
| 2   | Drogowiec Jedlińsk (A)        | 30 | 21 | 4 | 5  | 89     | 21     | +68   | 67  | Awans do V ligi             |                   |
| 3   | Orzeł Wierzbica (B)           | 30 | 20 | 4 | 6  | 72     | 36     | +36   | 64  | Baraże o awans do V ligi    |                   |
| 4   | Szydłowianka Szydłowiec       | 30 | 19 | 4 | 7  | 58     | 25     | +33   | 61  |                             |                   |
| 5   | Powiślanka Lipsko             | 30 | 17 | 3 | 10 | 63     | 37     | +26   | 54  | PLI – WAR 2:0 WAR – PLI 2:3 |                   |
| 6   | KS Warka                      | 30 | 16 | 6 | 8  | 43     | 34     | +9    | 54  | PLI – WAR 2:0 WAR – PLI 2:3 |                   |
| 7   | Radomiak II Radom             | 30 | 15 | 1 | 14 | 78     | 56     | +22   | 46  |                             |                   |
| 8   | Jodła Jedlnia-Letnisko        | 30 | 12 | 6 | 12 | 73     | 59     | +14   | 42  |                             |                   |
| 9   | Mazowsze Grójec               | 30 | 11 | 8 | 11 | 56     | 47     | +9    | 41  |                             |                   |
| 10  | Gryf Policzna                 | 30 | 12 | 2 | 16 | 57     | 60     | −3    | 38  | GPO – PIO 0:3 PIO – GPO 0:6 |                   |
| 11  | Proch Pionki                  | 30 | 10 | 8 | 12 | 39     | 53     | −14   | 38  | GPO – PIO 0:3 PIO – GPO 0:6 |                   |
| 12  | Pilica Nowe Miasto nad Pilicą | 30 | 9  | 3 | 18 | 36     | 73     | −37   | 30  |                             |                   |
| 13  | Młodzik 18 Radom              | 30 | 7  | 1 | 22 | 46     | 93     | −47   | 22  |                             |                   |
| 14  | SKS Potworów                  | 30 | 6  | 3 | 21 | 38     | 100    | −62   | 21  | SKS – IŁŻ 3:1 IŁŻ – SKS 1:2 |                   |
| 15  | Polonia Iłża (S)              | 30 | 4  | 9 | 17 | 28     | 61     | −33   | 21  | SKS – IŁŻ 3:1 IŁŻ – SKS 1:2 | Spadek do klasy A |
| 16  | Oronka Orońsko (S)            | 30 | 4  | 3 | 23 | 23     | 99     | −76   | 15  |                             | Spadek do klasy A |

### Grupa Siedlce

#### Drużyny
| Uczestnicy poprzedniej edycji                                                                                 | Uczestnicy poprzedniej edycji | Uczestnicy poprzedniej edycji | Uczestnicy poprzedniej edycji |
| --- | ----------------------------- | ----------------------------- | ----------------------------- |
| UNI | Orzeł Unin                    | 3                             |                               |
| JŻE | Jastrząb Żeliszew             | 4                             |                               |
| MM2 | Mazovia II Mińsk Mazowiecki   | 5                             |                               |
| WAT | Watra Mrozy                   | 6                             |                               |
| WEK | Wektra Zbuczyn                | 7                             |                               |
| FSI | Fenix Siennica                | 8                             |                               |
| JAB | Jabłonianka Jabłonna Lacka    | 9                             |                               |
| ZSO | Zryw Sobolew                  | 10                            |                               |
| WĘG | Czarni Węgrów                 | 11                            |                               |
| WMK | Wilga Miastków Kościelny      | 12                            |                               |
| MAŁ | MKS Małkinia                  | 13                            |                               |
| KOL | Kolektyw Oleśnica             | 14                            |                               |
| PMO | Polonez Mordy                 | 15                            |                               |
| Spadek z IV ligi 2020/2021                                                                                    |                               |                               |                               |
| grupa mazowiecka (południe)                                                                                   |                               |                               |                               |
| HHC | Hutnik Huta Czechy            | 13                            |                               |
| Awans z klasy A 2020/2021                                                                                     |                               |                               |                               |
| grupa Siedlce                                                                                                 |                               |                               |                               |
| ŻEL | Sęp Żelechów                  | 1                             |                               |
| KKL | Kosovia Kosów Lacki           | 2                             |                               |
| Oznaczenia: - kolumna pierwsza – skróty nazw drużyn, - kolumna trzecia – miejsce zajęte w poprzednim sezonie. |                               |                               |                               |

#### Tabela
| Lp. | Drużyna                             | M  | Z  | R | P  | Bramki | Bramki | Różn. | Pkt | Uwagi                       | Bezpośrednio |
| --- | ----------------------------------- | -- | -- | - | -- | ------ | ------ | ----- | --- | --------------------------- | ------------ |
| 1   | Mazovia II Mińsk Mazowiecki (M) (A) | 30 | 24 | 3 | 3  | 124    | 38     | +86   | 75  | Awans do V ligi             |              |
| 2   | Jabłonianka Jabłonna Lacka (A)      | 30 | 21 | 4 | 5  | 82     | 52     | +30   | 67  | Awans do V ligi             |              |
| 3   | Orzeł Unin (B)                      | 30 | 20 | 3 | 7  | 85     | 40     | +45   | 63  | Baraże o awans do V ligi    |              |
| 4   | Fenix Siennica                      | 30 | 19 | 4 | 7  | 76     | 32     | +44   | 61  |                             |              |
| 5   | Watra Mrozy                         | 30 | 15 | 3 | 12 | 77     | 61     | +16   | 48  |                             |              |
| 6   | Wektra Zbuczyn                      | 30 | 13 | 8 | 9  | 48     | 41     | +7    | 47  | WEK – JŻE 6:2 JŻE – WEK 2:0 |              |
| 7   | Jastrząb Żeliszew                   | 30 | 15 | 2 | 13 | 79     | 63     | +16   | 47  | WEK – JŻE 6:2 JŻE – WEK 2:0 |              |
| 8   | Kosovia Kosów Lacki                 | 30 | 14 | 0 | 16 | 63     | 59     | +4    | 42  |                             |              |
| 9   | Czarni Węgrów                       | 30 | 13 | 2 | 15 | 54     | 65     | −11   | 41  | WĘG – ŻEL 3:0 ŻEL – WĘG 2:1 |              |
| 10  | Sęp Żelechów                        | 30 | 13 | 2 | 15 | 42     | 47     | −5    | 41  | WĘG – ŻEL 3:0 ŻEL – WĘG 2:1 |              |
| 11  | Zryw Sobolew                        | 30 | 11 | 7 | 12 | 63     | 71     | −8    | 40  |                             |              |
| 12  | MKS Małkinia                        | 30 | 10 | 3 | 17 | 55     | 81     | −26   | 33  | MAŁ – WMK 2:1 WMK – MAŁ 2:1 |              |
| 13  | Wilga Miastków Kościelny            | 30 | 10 | 3 | 17 | 42     | 71     | −29   | 33  | MAŁ – WMK 2:1 WMK – MAŁ 2:1 |              |
| 14  | Kolektyw Oleśnica                   | 30 | 6  | 3 | 21 | 33     | 86     | −53   | 21  | KOL – HHC 4:1 HHC – KOL 2:0 |              |
| 15  | Hutnik Huta Czechy                  | 30 | 5  | 6 | 19 | 44     | 75     | −31   | 21  | KOL – HHC 4:1 HHC – KOL 2:0 |              |
| 16  | Polonez Mordy (S)                   | 30 | 2  | 5 | 23 | 28     | 113    | −85   | 11  | Spadek do klasy A           |              |

### Grupa Warszawa I

#### Drużyny
| Uczestnicy poprzedniej edycji                                                                                 | Uczestnicy poprzedniej edycji | Uczestnicy poprzedniej edycji | Uczestnicy poprzedniej edycji |
| --- | ----------------------------- | ----------------------------- | ----------------------------- |
| BUG | Bug Wyszków                   | 21                            |                               |
| LG2 | Legionovia II Legionowo       | 3                             |                               |
| PO2 | Polonia II Warszawa           | 4                             |                               |
| NSB | Naprzód Stare Babice          | 5                             |                               |
| MA2 | Mazur II Karczew              | 6                             |                               |
| SOT | Start Otwock                  | 7                             |                               |
| WIC | Wicher Kobyłka                | 8                             |                               |
| WIE | Dąb Wieliszew                 | 9                             |                               |
| KSW | KS Wesoła                     | 10                            |                               |
| ŚW2 | Świt II Nowy Dwór Mazowiecki  | 112                           |                               |
| Spadek z IV ligi 2020/2021                                                                                    |                               |                               |                               |
| grupa mazowiecka (centrum)                                                                                    |                               |                               |                               |
| JÓZ | Józefovia Józefów             | 12                            |                               |
| grupa mazowiecka (północ)                                                                                     |                               |                               |                               |
| ŁOM | KS Łomianki                   | 12                            |                               |
| Awans z klasy A 2020/2021                                                                                     |                               |                               |                               |
| grupa Warszawa I                                                                                              |                               |                               |                               |
| KTS | KTS Weszło                    | 1                             |                               |
| MNI | Madziar Nieporęt              | 2                             |                               |
| grupa Warszawa II                                                                                             |                               |                               |                               |
| PKR | PKS Radość                    | 1                             |                               |
| KHA | KS Halinów                    | 2                             |                               |
| Oznaczenia: - kolumna pierwsza – skróty nazw drużyn, - kolumna trzecia – miejsce zajęte w poprzednim sezonie. |                               |                               |                               |

Objaśnienia:
1. Bug Wyszków przegrał baraże o awans do IV ligi z Milanem Milanówek.
2. Świt II Nowy Dwór Mazowiecki wygrał baraże o utrzymanie w klasie okręgowej z Ursusem II Warszawa.

#### Tabela
| Lp. | Drużyna                      | M  | Z  | R | P  | Bramki | Bramki | Różn. | Pkt | Uwagi                                  | Bezpośrednio |
| --- | ---------------------------- | -- | -- | - | -- | ------ | ------ | ----- | --- | -------------------------------------- | ------------ |
| 1   | KTS Weszło (M) (A)           | 30 | 22 | 4 | 4  | 125    | 32     | +93   | 70  | Awans do V ligi                        |              |
| 2   | Polonia II Warszawa (A)      | 30 | 20 | 3 | 7  | 91     | 43     | +48   | 63  | Awans do V ligi                        |              |
| 3   | Józefovia Józefów (B)        | 30 | 19 | 5 | 6  | 82     | 30     | +52   | 62  | Baraże o awans do V ligi               |              |
| 4   | KS Łomianki                  | 30 | 18 | 6 | 6  | 66     | 48     | +18   | 60  |                                        |              |
| 5   | Start Otwock                 | 30 | 15 | 8 | 7  | 56     | 43     | +13   | 53  |                                        |              |
| 6   | Naprzód Stare Babice         | 30 | 15 | 7 | 8  | 73     | 37     | +36   | 52  | Przeniesienie do grupy warszawskiej II |              |
| 7   | Bug Wyszków                  | 30 | 14 | 7 | 9  | 70     | 52     | +18   | 49  |                                        |              |
| 8   | Legionovia II Legionowo      | 30 | 15 | 3 | 12 | 82     | 60     | +22   | 48  |                                        |              |
| 9   | KS Halinów                   | 30 | 12 | 2 | 16 | 52     | 77     | −25   | 38  |                                        |              |
| 10  | Wicher Kobyłka               | 30 | 10 | 4 | 16 | 55     | 74     | −19   | 34  |                                        |              |
| 11  | Świt II Nowy Dwór Mazowiecki | 30 | 9  | 1 | 20 | 65     | 127    | −62   | 28  |                                        |              |
| 12  | PKS Radość                   | 30 | 6  | 8 | 16 | 39     | 72     | −33   | 26  | PKR – WIE 1:2 WIE – PKR 1:2            |              |
| 13  | Dąb Wieliszew                | 30 | 7  | 5 | 18 | 48     | 87     | −39   | 26  | PKR – WIE 1:2 WIE – PKR 1:2            |              |
| 14  | Madziar Nieporęt             | 30 | 7  | 4 | 19 | 58     | 100    | −42   | 25  |                                        |              |
| 15  | KS Wesoła (B)                | 30 | 6  | 6 | 18 | 44     | 106    | −62   | 24  | Baraże o utrzymanie                    |              |
| 16  | Mazur II Karczew (S)         | 30 | 6  | 5 | 19 | 47     | 65     | −18   | 23  | Spadek do klasy A                      |              |

### Grupa Warszawa II

#### Drużyny
| Uczestnicy poprzedniej edycji                                                                                 | Uczestnicy poprzedniej edycji | Uczestnicy poprzedniej edycji | Uczestnicy poprzedniej edycji |
| --- | ----------------------------- | ----------------------------- | ----------------------------- |
| CHL | LKS Chlebnia                  | 3                             |                               |
| LAC | Laura Chylice                 | 4                             |                               |
| KTE | KS Teresin                    | 5                             |                               |
| KGK | Korona Góra Kalwaria          | 6                             |                               |
| GRO | Grom Warszawa                 | 7                             |                               |
| PG2 | Pogoń II Grodzisk Mazowiecki  | 8                             |                               |
| NAD | GLKS Nadarzyn                 | 9                             |                               |
| RYŚ | Ryś Laski                     | 10                            |                               |
| Spadek z IV ligi 2020/2021                                                                                    |                               |                               |                               |
| grupa mazowiecka (centrum)                                                                                    |                               |                               |                               |
| ZPR2 | Znicz II Pruszków             | 101                           |                               |
| OKĘ | Okęcie Warszawa               | 11                            |                               |
| JGA | Sparta Jazgarzew              | 13                            |                               |
| OŻA | Ożarowianka Ożarów Mazowiecki | 14                            |                               |
| Awans z klasy A 2020/2021                                                                                     |                               |                               |                               |
| grupa Warszawa I                                                                                              |                               |                               |                               |
| PWA | MKS Polonia Warszawa          | 1                             |                               |
| POD | GKS Podolszyn                 | 2                             |                               |
| grupa Warszawa II                                                                                             |                               |                               |                               |
| KSB | KS Blizne                     | 2                             |                               |
| BB2 | Błonianka II Błonie           | 32,3                          |                               |
| Oznaczenia: - kolumna pierwsza – skróty nazw drużyn, - kolumna trzecia – miejsce zajęte w poprzednim sezonie. |                               |                               |                               |

Objaśnienia:
1. Znicz II Pruszków przegrał baraże o utrzymanie w klasie okręgowej.
2. LKS II Chlebnia (mistrz IV grupy warszawskiej klasy A) nie mógł awansować do klasy okręgowej, ze względu na obecność pierwszego zespołu w tych rozgrywkach, w związku z czym awans uzyskała Błonianka II Błonie.
3. Błonianka II Błonie wycofała się po rundzie jesiennej.

#### Tabela
| Lp. | Drużyna                       | M  | Z  | R | P  | Bramki | Bramki | Różn. | Pkt | Uwagi                                 | Bezpośrednio        |
| --- | ----------------------------- | -- | -- | - | -- | ------ | ------ | ----- | --- | ------------------------------------- | ------------------- |
| 1   | LKS Chlebnia (M) (A)          | 30 | 25 | 2 | 3  | 113    | 25     | +88   | 77  | Awans do V ligi                       |                     |
| 2   | Okęcie Warszawa (A)           | 30 | 23 | 1 | 6  | 88     | 33     | +55   | 70  | Awans do V ligi                       |                     |
| 3   | KS Teresin (B)                | 30 | 20 | 5 | 5  | 79     | 34     | +45   | 65  | Baraże o awans do V ligi              |                     |
| 4   | MKS Polonia Warszawa          | 30 | 20 | 4 | 6  | 97     | 42     | +55   | 64  | Przeniesienie do grupy warszawskiej I |                     |
| 5   | Laura Chylice                 | 30 | 20 | 1 | 9  | 103    | 54     | +49   | 61  |                                       |                     |
| 6   | Znicz II Pruszków             | 30 | 17 | 7 | 6  | 79     | 57     | +22   | 58  |                                       |                     |
| 7   | Korona Góra Kalwaria          | 30 | 17 | 1 | 12 | 89     | 63     | +26   | 52  |                                       |                     |
| 8   | Grom Warszawa                 | 30 | 13 | 3 | 14 | 51     | 55     | −4    | 42  |                                       |                     |
| 9   | Pogoń II Grodzisk Mazowiecki  | 30 | 11 | 5 | 14 | 59     | 68     | −9    | 38  |                                       |                     |
| 10  | GLKS Nadarzyn                 | 30 | 11 | 3 | 16 | 58     | 63     | −5    | 36  | NAD – POD 3:0 POD – NAD 0:3           |                     |
| 11  | GKS Podolszyn                 | 30 | 11 | 3 | 16 | 80     | 82     | −2    | 36  | NAD – POD 3:0 POD – NAD 0:3           |                     |
| 12  | Ożarowianka Ożarów Mazowiecki | 30 | 9  | 3 | 18 | 53     | 67     | −14   | 30  | OŻA – RYŚ 2:2 RYŚ – OŻA 2:4           |                     |
| 13  | Ryś Laski                     | 30 | 8  | 6 | 16 | 51     | 78     | −27   | 30  | OŻA – RYŚ 2:2 RYŚ – OŻA 2:4           |                     |
| 14  | KS Blizne                     | 30 | 3  | 1 | 26 | 28     | 150    | −122  | 10  | KSB – JGA 5:1 JGA – KSB 1:0           |                     |
| 15  | Sparta Jazgarzew2 (B)         | 30 | 3  | 1 | 26 | 22     | 125    | −103  | 10  | KSB – JGA 5:1 JGA – KSB 1:0           | Baraże o utrzymanie |
| 16  | Błonianka II Błonie1          | 30 | 4  | 4 | 22 | 33     | 87     | −54   | 16  | Drużyna wycofana                      |                     |

### Baraże o awans do V ligi
W barażach o awans do V ligi uczestniczyły drużyny z 3. miejsca z 6 grup klasy okręgowej na terenie województwa mazowieckiego tworząc trzy pary barażowe. Zwycięzcy uzyskali awans do V ligi.
| 22 czerwca 2022 | Józefovia Józefów                         | 2:1   | Orzeł Unin                |  |
| 18:00           | 26' Julian Jacquet · 66' Jakub Malinowski | (1:0) | 49' Bartłomiej Szczęśniak |  |

| 25 czerwca 2022 | Orzeł Unin | 0:2 | Józefovia Józefów |  |
| 17:00           |            |     |                   |  |

Zwycięzca: Józefovia Józefów
| 22 czerwca 2022 | Mazur Gostynin     | 1:1   | Nadnarwianka Pułtusk  |  |
| 18:00           | 74' Michał Matecki | (0:0) | 60' Emil Rembiejewski |  |

| 25 czerwca 2022 | Nadnarwianka Pułtusk | 3:0 | Mazur Gostynin |  |
| 17:00           |                      |     |                |  |

Zwycięzca: Nadnarwianka Pułtusk
| 22 czerwca 2022 | KS Teresin              | 2:2   | Orzeł Wierzbica        |  |
| 18:00           | 17', 53' Kacper Bargieł | (1:1) | 39', 88' Igor Jarząbek |  |

| 25 czerwca 2022 | Orzeł Wierzbica | 2:2 k. 1:3 | KS Teresin |  |
| 17:00           |                 |            |            |  |

Zwycięzca: KS Teresin

### Baraże o utrzymanie w klasie okręgowej
Baraże zorganizowano pomiędzy drużynami z 15. miejsca obu warszawskich grup klasy okręgowej. Zwycięzca uzyskał prawo do gry w klasie okręgowej w następnym sezonie.
| 22 czerwca 2022 | Sparta Jazgarzew                     | 2:8   | KS Wesoła |  |
| 18:00           | 37' Jakub Tworek · 68' Michał Słupek | (1:4) | 15' Bartłomiej Kuta · 18', 24', 71' Jakub Uthke-Nowak · 28' Rafał Kolasa · 55' Patryk Jach · 76' Michał Alberski · 78' Stanisław Turowicz |  |

| 25 czerwca 2022 | KS Wesoła | 1:3 | Sparta Jazgarzew |  |
| 17:00           |           |     |                  |  |

Zwycięzca: KS Wesoła
Uwaga!
Pomimo przegrania baraży, Sparta Jazgarzew pozostała w klasie okręgowej.

## Województwo opolskie

### Grupa opolska I

#### Drużyny
| Uczestnicy poprzedniej edycji                                                                                 | Uczestnicy poprzedniej edycji | Uczestnicy poprzedniej edycji | Uczestnicy poprzedniej edycji |
| --- | ----------------------------- | ----------------------------- | ----------------------------- |
| grupa opolska I                                                                                               |                               |                               |                               |
| MEC | LZS Mechnice                  | 2                             |                               |
| ŹLI | Orzeł Źlinice                 | 3                             |                               |
| STJ | Start Jełowa                  | 4                             |                               |
| LIG | LZS Ligota Turawska           | 5                             |                               |
| KOL | Unia Kolonowskie              | 6                             |                               |
| ŁUB | Śląsk Łubniany                | 7                             |                               |
| LKU | LZS Kuniów                    | 8                             |                               |
| KSK | KS Krasiejów                  | 9                             |                               |
| MOP | Motor Praszka                 | 10                            |                               |
| LCR | LZS Chrząstowice              | 11                            |                               |
| ŻSŚ | Żubry Smarchowice Śląskie     | 12                            |                               |
| PRZ | LZS Przywory                  | 13                            |                               |
| grupa opolska II                                                                                              |                               |                               |                               |
| JEM | Naprzód Jemielnica            | 10                            |                               |
| Spadek z IV ligi 2020/2021                                                                                    |                               |                               |                               |
| grupa opolska                                                                                                 |                               |                               |                               |
| NAM | Start Namysłów                | 18                            |                               |
| LEW | Olimpia Lewin Brzeski         | 21                            |                               |
| Awans z klasy A 2020/2021                                                                                     |                               |                               |                               |
| grupa opolska I                                                                                               |                               |                               |                               |
| LZB | LZS Bogacica                  | 1                             |                               |
| grupa opolska II                                                                                              |                               |                               |                               |
| LSK | LZS Skarbimierz               | 1                             |                               |
| grupa opolska V                                                                                               |                               |                               |                               |
| SBI | Sokół Bierdzany               | 1                             |                               |
| Oznaczenia: - kolumna pierwsza – skróty nazw drużyn, - kolumna trzecia – miejsce zajęte w poprzednim sezonie. |                               |                               |                               |

Objaśnienia:

#### Tabela
| Lp. | Drużyna                       | M  | Z  | R | P  | Bramki | Bramki | Różn. | Pkt | Uwagi                                                          | Bezpośrednio |
| --- | ----------------------------- | -- | -- | - | -- | ------ | ------ | ----- | --- | -------------------------------------------------------------- | ------------ |
| 1   | Start Jełowa (M) (A)          | 34 | 31 | 1 | 2  | 141    | 25     | +116  | 94  | Awans do IV ligi                                               |              |
| 2   | LZS Bogacica                  | 34 | 31 | 0 | 3  | 177    | 20     | +157  | 93  |                                                                |              |
| 3   | Start Namysłów                | 34 | 22 | 6 | 6  | 76     | 34     | +42   | 72  |                                                                |              |
| 4   | Śląsk Łubniany                | 34 | 18 | 4 | 12 | 85     | 61     | +24   | 58  |                                                                |              |
| 5   | Orzeł Źlinice                 | 34 | 17 | 6 | 11 | 103    | 69     | +34   | 57  | Przeniesienie do grupy opolskiej II                            |              |
| 6   | KS Krasiejów                  | 34 | 16 | 5 | 13 | 107    | 79     | +28   | 53  |                                                                |              |
| 7   | Naprzód Jemielnica            | 34 | 14 | 4 | 16 | 67     | 72     | −5    | 46  |                                                                |              |
| 8   | LZS Mechnice                  | 34 | 13 | 6 | 15 | 79     | 80     | −1    | 45  | MEC: 9 pkt, różn. +4 LCR: 4 pkt, różn. -1 LKU: 4 pkt, różn. -3 |              |
| 9   | LZS Chrząstowice              | 34 | 12 | 9 | 13 | 56     | 67     | −11   | 45  | MEC: 9 pkt, różn. +4 LCR: 4 pkt, różn. -1 LKU: 4 pkt, różn. -3 |              |
| 10  | LZS Kuniów                    | 34 | 13 | 6 | 15 | 54     | 67     | −13   | 45  | MEC: 9 pkt, różn. +4 LCR: 4 pkt, różn. -1 LKU: 4 pkt, różn. -3 |              |
| 11  | LZS Skarbimierz               | 34 | 13 | 5 | 16 | 51     | 79     | −28   | 44  | LSK – KOL 5:2 KOL – LSK 1:1                                    |              |
| 12  | Unia Kolonowskie              | 34 | 13 | 5 | 16 | 54     | 82     | −28   | 44  | LSK – KOL 5:2 KOL – LSK 1:1                                    |              |
| 13  | LZS Ligota Turawska (B)       | 34 | 13 | 2 | 19 | 70     | 85     | −15   | 41  | Baraże o utrzymanie                                            |              |
| 14  | Sokół Bierdzany (S)           | 34 | 9  | 8 | 17 | 56     | 87     | −31   | 35  | Spadek do klasy A                                              |              |
| 15  | Motor Praszka (S)             | 34 | 9  | 4 | 21 | 45     | 93     | −48   | 31  | Spadek do klasy A                                              |              |
| 16  | LZS Przywory (S)              | 34 | 9  | 3 | 22 | 52     | 113    | −61   | 30  | Spadek do klasy A                                              |              |
| 17  | Olimpia Lewin Brzeski (S)     | 34 | 7  | 6 | 21 | 55     | 115    | −60   | 27  | Spadek do klasy A                                              |              |
| 18  | Żubry Smarchowice Śląskie (S) | 34 | 4  | 4 | 26 | 23     | 123    | −100  | 16  | Spadek do klasy A                                              |              |

### Grupa opolska II

#### Drużyny
| Uczestnicy poprzedniej edycji                                                                                 | Uczestnicy poprzedniej edycji | Uczestnicy poprzedniej edycji | Uczestnicy poprzedniej edycji |
| --- | ----------------------------- | ----------------------------- | ----------------------------- |
| LZL | LZS Lisięcice                 | 3                             |                               |
| PAC | Sparta Paczków                | 4                             |                               |
| ATG | Atom Grądy                    | 5                             |                               |
| UJA | Union Ujazd                   | 63                            |                               |
| LŚN | LZS Ścinawa Nyska             | 7                             |                               |
| OTM | Czarni Otmuchów               | 8                             |                               |
| KST | KS Twardawa                   | 9                             |                               |
| LRA | LZS Racławiczki               | 11                            |                               |
| WŁK | Włókniarz Kietrz              | 12                            |                               |
| SNI | Sokół Niemodlin               | 13                            |                               |
| SBO | Start Bogdanowice             | 141,4                         |                               |
| SBU | Sudety Burgrabice             | 152                           |                               |
| Spadek z IV ligi 2020/2021                                                                                    |                               |                               |                               |
| grupa opolska                                                                                                 |                               |                               |                               |
| PPR | Pogoń Prudnik                 | 17                            |                               |
| GGŁ | GKS Głuchołazy                | 19                            |                               |
| LWA | LZS Walce                     | 20                            |                               |
| Awans z klasy A 2020/2021                                                                                     |                               |                               |                               |
| grupa opolska III                                                                                             |                               |                               |                               |
| ORW | Orzeł Reńska Wieś             | 1                             |                               |
| grupa opolska IV                                                                                              |                               |                               |                               |
| LDO | LZS Domaszkowice              | 1                             |                               |
| grupa opolska VI                                                                                              |                               |                               |                               |
| ODZ | Odrzanka Dziergowice          | 1                             |                               |
| Oznaczenia: - kolumna pierwsza – skróty nazw drużyn, - kolumna trzecia – miejsce zajęte w poprzednim sezonie. |                               |                               |                               |

Objaśnienia:
1. Start Bogdanowice wygrał baraże o utrzymanie w klasie okręgowej z Polonią Karłowice.
2. Korona Krępa wycofała się po zakończeniu sezonu, w związku z czym dodatkowe utrzymanie uzyskały Sudety Burgrabice.
3. LKS Ujazd zmienił nazwę na Union Ujazd.
4. Start Bogdanowice wycofał się po rundzie jesiennej.

#### Tabela
| Lp. | Drużyna                  | M  | Z  | R | P  | Bramki | Bramki | Różn. | Pkt | Uwagi                       | Bezpośrednio                |
| --- | ------------------------ | -- | -- | - | -- | ------ | ------ | ----- | --- | --------------------------- | --------------------------- |
| 1   | LZS Walce (M) (A)        | 34 | 25 | 6 | 3  | 99     | 37     | +62   | 81  | Awans do IV ligi            |                             |
| 2   | Pogoń Prudnik            | 34 | 25 | 3 | 6  | 99     | 38     | +61   | 78  |                             |                             |
| 3   | GKS Głuchołazy           | 34 | 19 | 4 | 11 | 74     | 56     | +18   | 61  |                             |                             |
| 4   | Union Ujazd              | 34 | 18 | 2 | 14 | 92     | 49     | +43   | 56  | UJA – ORW 5:1 ORW – UJA 1:4 |                             |
| 5   | Orzeł Reńska Wieś        | 34 | 17 | 5 | 12 | 70     | 60     | +10   | 56  | UJA – ORW 5:1 ORW – UJA 1:4 |                             |
| 6   | LZS Racławiczki          | 34 | 17 | 3 | 14 | 80     | 67     | +13   | 54  | LRA – SNI 4:4 SNI – LRA 0:3 |                             |
| 7   | Sokół Niemodlin          | 34 | 16 | 6 | 12 | 67     | 65     | +2    | 54  | LRA – SNI 4:4 SNI – LRA 0:3 |                             |
| 8   | KS Twardawa              | 36 | 16 | 4 | 16 | 86     | 75     | +11   | 52  |                             |                             |
| 9   | Sparta Paczków           | 34 | 15 | 6 | 13 | 70     | 73     | −3    | 51  |                             |                             |
| 10  | LZS Domaszkowice         | 34 | 14 | 7 | 13 | 54     | 51     | +3    | 49  |                             |                             |
| 11  | Czarni Otmuchów          | 34 | 13 | 7 | 14 | 46     | 45     | +1    | 46  |                             |                             |
| 12  | LZS Lisięcice            | 34 | 13 | 6 | 15 | 72     | 89     | −17   | 45  |                             |                             |
| 13  | Sudety Burgrabice (B)    | 34 | 14 | 1 | 19 | 61     | 75     | −14   | 43  | Baraże o utrzymanie         |                             |
| 14  | LZS Ścinawa Nyska (S)    | 34 | 10 | 7 | 17 | 55     | 76     | −21   | 37  | Spadek do klasy A           |                             |
| 15  | Włókniarz Kietrz (S)     | 34 | 10 | 5 | 19 | 52     | 82     | −30   | 35  | Spadek do klasy A           | WŁK – ODZ 1:1 ODZ – WŁK 0:2 |
| 16  | Odrzanka Dziergowice (S) | 34 | 10 | 5 | 19 | 59     | 87     | −28   | 35  | Spadek do klasy A           | WŁK – ODZ 1:1 ODZ – WŁK 0:2 |
| 17  | Atom Grądy (S)           | 34 | 10 | 3 | 21 | 67     | 87     | −20   | 33  | Spadek do klasy A           |                             |
| 18  | Start Bogdanowice1       | 34 | 3  | 2 | 29 | 27     | 118    | −91   | 11  | Drużyna wycofana            |                             |

### Baraże o utrzymanie w klasie okręgowej
W barażach o utrzymanie w klasie okręgowej brały udział drużyny z 13. miejsca z obu grup klasy okręgowej na terenie województwa opolskiego. Zwycięzca uzyskał prawo do gry w klasie okręgowej w następnym sezonie.
| 25 czerwca 2022 | LZS Ligota Turawska | 5:2 | Sudety Burgrabice |  |
| 16:00           |                     |     |                   |  |

| 29 czerwca 2022 | Sudety Burgrabice | 1:4 | LZS Ligota Turawska |  |
| 18:00           |                   |     |                     |  |

Zwycięzca: LZS Ligota Turawska